# Chelles
Pour les articles homonymes, voir Chelles (homonymie).
Pour l’article ayant un titre homophone, voir Shell.
Chelles (/ʃɛl/ ) est une commune française située dans le département de Seine-et-Marne, en région Île-de-France et faisant partie de l'agglomération parisienne.
Avec 54 372 habitants au recensement de 2022, Chelles est la deuxième commune la plus peuplée de son département derrière Meaux.

## Géographie

### Localisation
Chelles est située à dix-huit kilomètres à l'est de Paris-Notre-Dame, point zéro des routes de France, et à douze kilomètres de la porte de Vincennes.

### Communes limitrophes
| Coubron (quadripoint) Montfermeil                 | Courtry          | Le Pin                                |
| Montfermeil Gagny                                 | Chelles          | Brou-sur-Chantereine Vaires-sur-Marne |
| Neuilly-sur-Marne (quadripoint) Gournay-sur-Marne | Champs-sur-Marne | Noisiel                               |

### Hydrographie

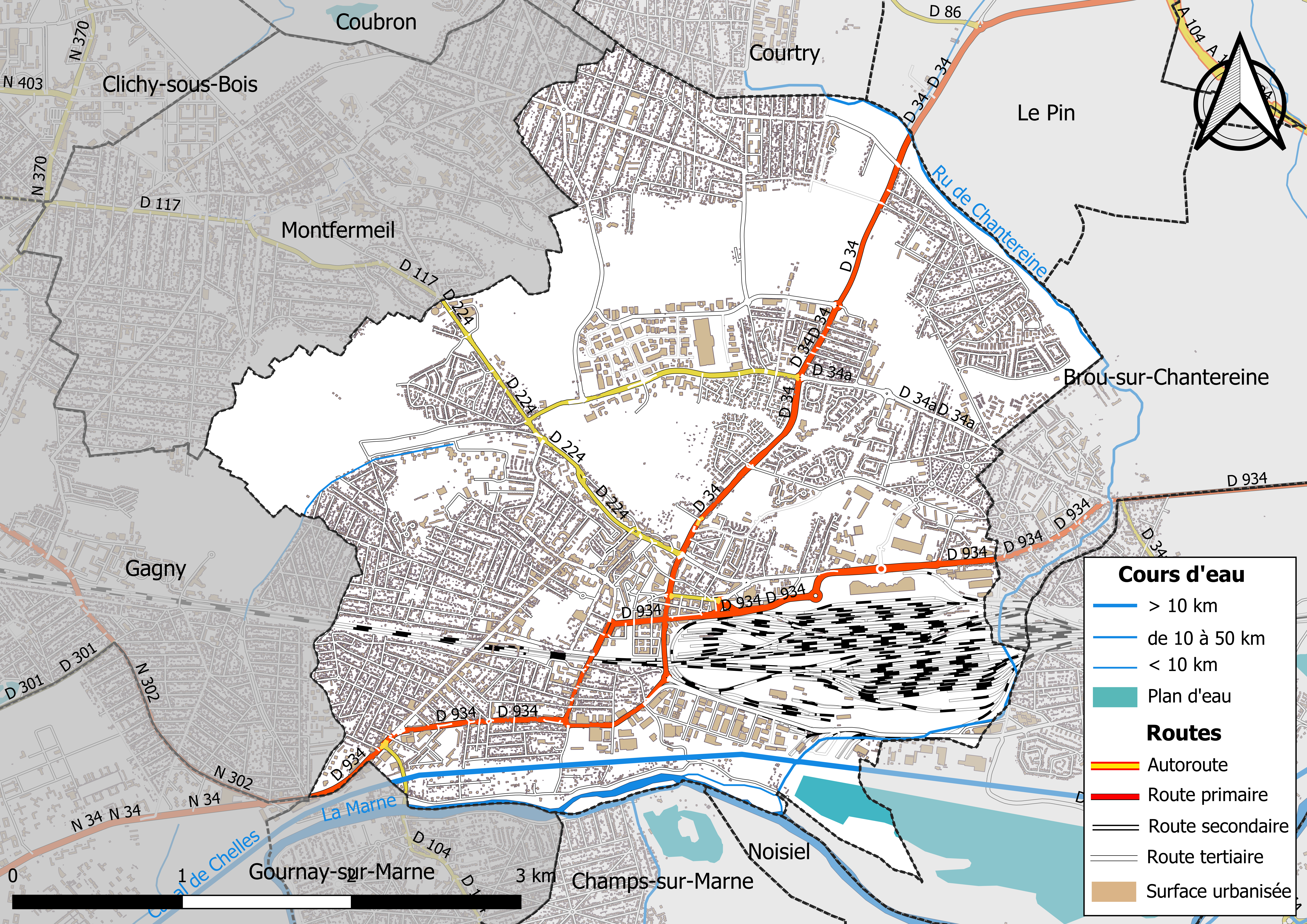
Carte des réseaux hydrographique et routier de Chelles.

La commune est bordée au sud par la rivière la Marne et le « canal de Chelles ». Dans le passé, la partie nord de la ville était couverte de marécages, et la ville était traversée par plusieurs rus et ruisseaux (ru de Chantereine, ru des Pissotes, rivières des Dames...), aujourd'hui en grande partie busés. La commune est bordée à l'est par le ru de Chantereine appelé aussi le « ruisseau de Chelles », affluent de la Marne. Avant sa canalisation, le ru de Chantereine avait un débit variant de soixante-dix à cent-cinquante litres par seconde.
Le lieu-dit les Cressonnières tire son nom de l'exploitation maraîchère du cresson qui fut arrêtée dans les années 1974-1975. Le nom de la « rue des Sources » témoigne, lui, de l'abondance de sources dans certains secteurs de la commune.
Le cours d'eau 01 de la forêt régionale de Bondy, long de 1,77 km, prend sa source à Gagny et se termine à Chelles près de la rue des Sources.
La longueur linéaire globale des cours d'eau dans la commune de Chelles est de 8,14 km.

### Géologie et relief
L'altitude varie entre 36 et 106 mètres. Le point culminant est situé au lieu-dit de la montagne de Chelles ou mont Châlats, où se trouve le fort de Chelles.
Le mont Guichet au nord de la commune (48° 53′ 23″ N, 2° 33′ 59″ E) offre un coteau boisé et une grande terrasse agricole.
La nature géologique du sol de la commune de Chelles et de ses alentours doit beaucoup à la présence de la Marne. Celle-ci a, en effet, littéralement sculpté le terrain environnant. Ainsi Chelles est essentiellement installé au creux d'un méandre de la rivière aujourd'hui disparu et qui a conditionné la fondation initiale de l'agglomération, méandre qui partait en direction de Saint-Denis pour confluer avec la Seine.
La Marne n'est pas seulement responsable du relief de la commune, mais également de la composition de la plus grande partie de ses sols. Le sol de Chelles est essentiellement constitué de graviers et de sable apportés par la rivière lors des périodes glaciaires, ainsi que de limon argileux, que la rivière dépose lors des périodes interglaciaires.
Une nappe phréatique, située pour l'essentiel sous la forêt de Compiègne, s'étend jusqu'à Chelles. Cette réserve, issue des eaux de pluie de 1950, produit une eau minérale de goût neutre, chargée en minéraux, calcium, fluor et magnésium. Vérifiée en permanence par l'Agence régionale de santé, elle est captée sur le territoire de la commune, classée par les autorités « eau de source à l'état naturel » et distribuée sous les appellations « Chantereine » et « Noémie » de la marque Cristaline.
La commune est classée en zone de sismicité 1, correspondant à une sismicité très faible.

### Climat
En 2010, le climat de la commune est de type climat océanique dégradé des plaines du Centre et du Nord, selon une étude du CNRS s'appuyant sur une série de données couvrant la période 1971-2000. En 2020, Météo-France publie une typologie des climats de la France métropolitaine dans laquelle la commune est exposée à un climat océanique altéré et est dans la région climatique Sud-ouest du bassin Parisien, caractérisée par une faible pluviométrie, notamment au printemps (120 à 150 mm) et un hiver froid (3,5 °C).
Pour la période 1971-2000, la température annuelle moyenne est de 11,3 °C, avec une amplitude thermique annuelle de 15,3 °C. Le cumul annuel moyen de précipitations est de 687 mm, avec 10,3 jours de précipitations en janvier et 7,7 jours en juillet. Pour la période 1991-2020, la température moyenne annuelle observée par la station météorologique la plus proche, située à Neuilly-sur-Marne à 5 km à vol d'oiseau, est de 12,3 °C et le cumul annuel moyen de précipitations est de 721,2 mm,. Pour l'avenir, les paramètres climatiques de la commune estimés pour 2050 selon différents scénarios d'émission de gaz à effet de serre sont consultables sur un site dédié publié par Météo-France en novembre 2022.
| Mois                                  | jan.           | fév.             | mars          | avril         | mai           | juin          | jui.          | août          | sep.          | oct.            | nov.            | déc.            | année     |
| ------------------------------------- | -------------- | ---------------- | ------------- | ------------- | ------------- | ------------- | ------------- | ------------- | ------------- | --------------- | --------------- | --------------- | --------- |
| Température minimale moyenne (°C)     | 2,1            | 1,9              | 4             | 6,2           | 9,8           | 13,1          | 15,1          | 14,7          | 11,2          | 8,5             | 5               | 2,6             | 7,8       |
| Température moyenne (°C)              | 4,9            | 5,4              | 8,5           | 11,5          | 15,1          | 18,4          | 20,7          | 20,4          | 16,6          | 12,7            | 8,1             | 5,4             | 12,3      |
| Température maximale moyenne (°C)     | 7,7            | 9                | 13,1          | 16,8          | 20,4          | 23,8          | 26,2          | 26,2          | 22            | 16,9            | 11,3            | 8,1             | 16,8      |
| Record de froid (°C) date du record   | −17 17.01.1985 | −12,5 08.02.1991 | −9,5 13.03.13 | −4,3 06.04.21 | −0,6 06.05.19 | 4 04.06.01    | 7,5 31.07.15  | 5 30.08.1986  | 1,5 30.09.18  | −4,5 30.10.1997 | −8,7 24.11.1998 | −8,9 29.12.1996 | −17 1985  |
| Record de chaleur (°C) date du record | 16,6 28.01.02  | 21,4 27.02.19    | 26,9 31.03.21 | 29,9 20.04.18 | 33,1 27.05.05 | 38,3 27.06.11 | 42,5 25.07.19 | 40,5 12.08.03 | 36,3 08.09.23 | 29,7 03.10.11   | 22,5 08.11.15   | 18 07.12.00     | 42,5 2019 |
| Précipitations (mm)                   | 57,7           | 50,6             | 51,5          | 50,2          | 72,4          | 62,4          | 64,4          | 60,4          | 52,2          | 60,5            | 62,8            | 76,1            | 721,2     |

### Milieux naturels et biodiversité

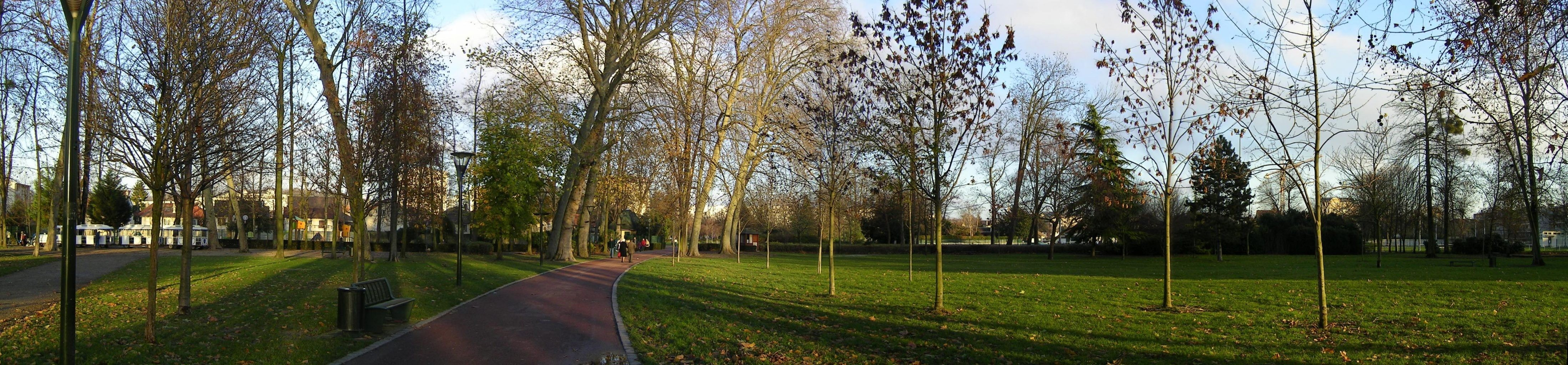
Le parc Émile-Fouchard ou parc du Souvenir en 2006.

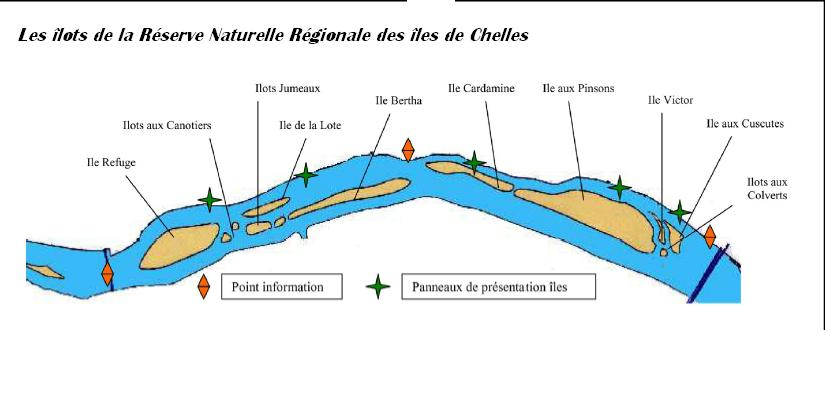
Réserve naturelle régionale des îles de Chelles - Cartographie.

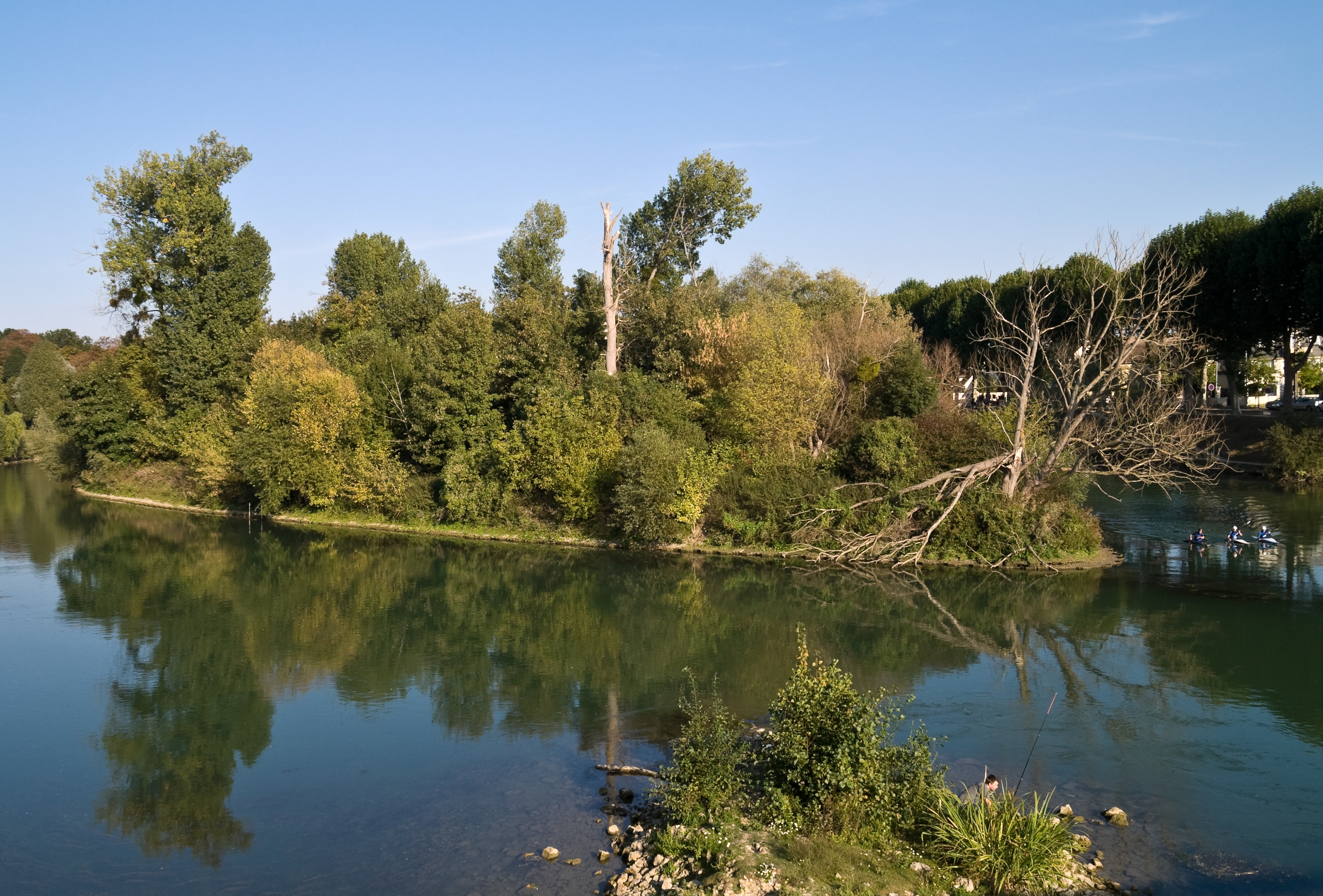
Île Refuge - RNR des îles de Chelles.

#### Espaces verts
Chelles compte 650 hectares d’espaces verts et naturels (soit 40 % de la superficie de la ville), 160 000 plantations printanières et 190 000 plantations estivales par an. Les principaux espaces verts sont :
- les bords de Marne sont aménagés pour des promenades à pied, à vélo ou en roller et mènent à la base de loisirs de Nogent-sur-Marne vers l'ouest et à l'île de loisirs de Vaires-Torcy vers l'est ;
- l'île de loisirs de Vaire-Torcy dont une partie est implantée sur le territoire de la commune de Chelles, entourée d'une piste cyclable de deux kilomètres, regroupe de grands espaces et des bois pour les promenades sur l'île de Vaires ;
- le bois des Coudreaux (« Bois de Découdrau » selon la carte de Cassini), de dix hectares, offre une plaine de jeux et un parcours de santé ;
- le parc du Souvenir Émile-Fouchard, de cinq hectares, est situé dans le centre-ville ;
- le parc du Moulin de 2 000 m2 offre un mini-golf et une aire de jeux ;
- le mail du Mont Chalâts, de six hectares, a été aménagé au centre du quartier pavillonnaire ;
- le square Armand-Lanoux est une aire de jeux pour les enfants ;
- l'espace avenue Liaubon, de huit hectares, se situe dans le quartier de la Fontaine et offre un équipement de loisirs.

La commune participe au Concours des villes et villages fleuris. Elle est classée 3 fleurs.

#### Espaces protégés
La protection réglementaire est le mode d’intervention le plus fort pour préserver des espaces naturels remarquables et leur biodiversité associée,.
La commune comporte une réserve naturelle régionale de 9 hectares : la réserve naturelle régionale des îles de Chelles. Classée le 27 novembre 2008, elle regroupe des espèces animales et végétales protégées. Elle est constituée de sept îles et trois groupes d'îlots. D'amont en aval, on trouve : l'îlot aux Colverts, l'île aux Cuscutes, l'île Victor, l'île aux Pinsons, l'île Cardamine, l'île Bertha, l'île de la Lote, les îlots Jumeaux, les îlots aux Canotiers, l'île Refuge,.

#### Zones naturelles d'intérêt écologique, faunistique et floristique
L’inventaire des zones naturelles d'intérêt écologique, faunistique et floristique (ZNIEFF) a pour objectif de réaliser une couverture des zones les plus intéressantes sur le plan écologique, essentiellement dans la perspective d’améliorer la connaissance du patrimoine naturel national et de fournir aux différents décideurs un outil d’aide à la prise en compte de l’environnement dans l’aménagement du territoire.
Le territoire communal de Chelles comprend quatre ZNIEFF de type 1, :
- la « Côte de Beauzet et carrière Saint-Pierre » (92,04 ha), couvrant 3 communes dont 1 en Seine-et-Marne et 2 dans la Seine-Saint-Denis[23] ;
- la « La Marne à Vaires-sur-Marne » (89,54 ha), couvrant 8 communes dont 7 en Seine-et-Marne et 1 dans la Seine-Saint-Denis[24] ;
- les « Pelouses du Moulin de Montfermeil » (1,81 ha), couvrant 2 communes dont 1 en Seine-et-Marne et 1 dans la Seine-Saint-Denis[25] ;
- le « plan d'eau de Vaires-sur-Marne » (182,15 ha), couvrant 2 communes du département[26] ; et un ZNIEFF de type 2[Note 2],[22], la « vallée de la Marne de Gournay-sur-Marne à Vaires-sur-Marne » (1 336,91 ha), couvrant 9 communes dont 8 en Seine-et-Marne et 1 dans la Seine-Saint-Denis[27].

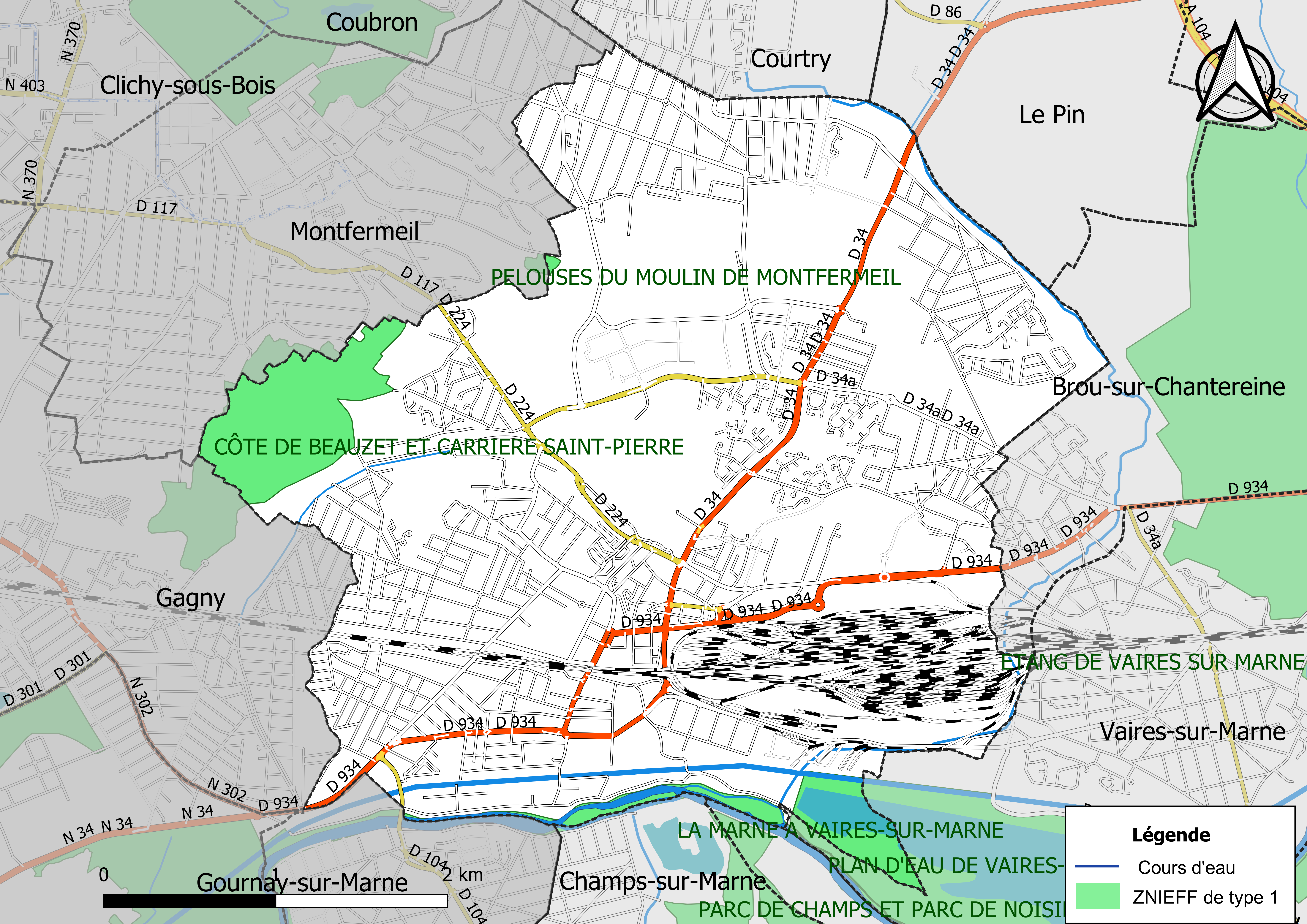
Carte des ZNIEFF de type 1 de la commune.
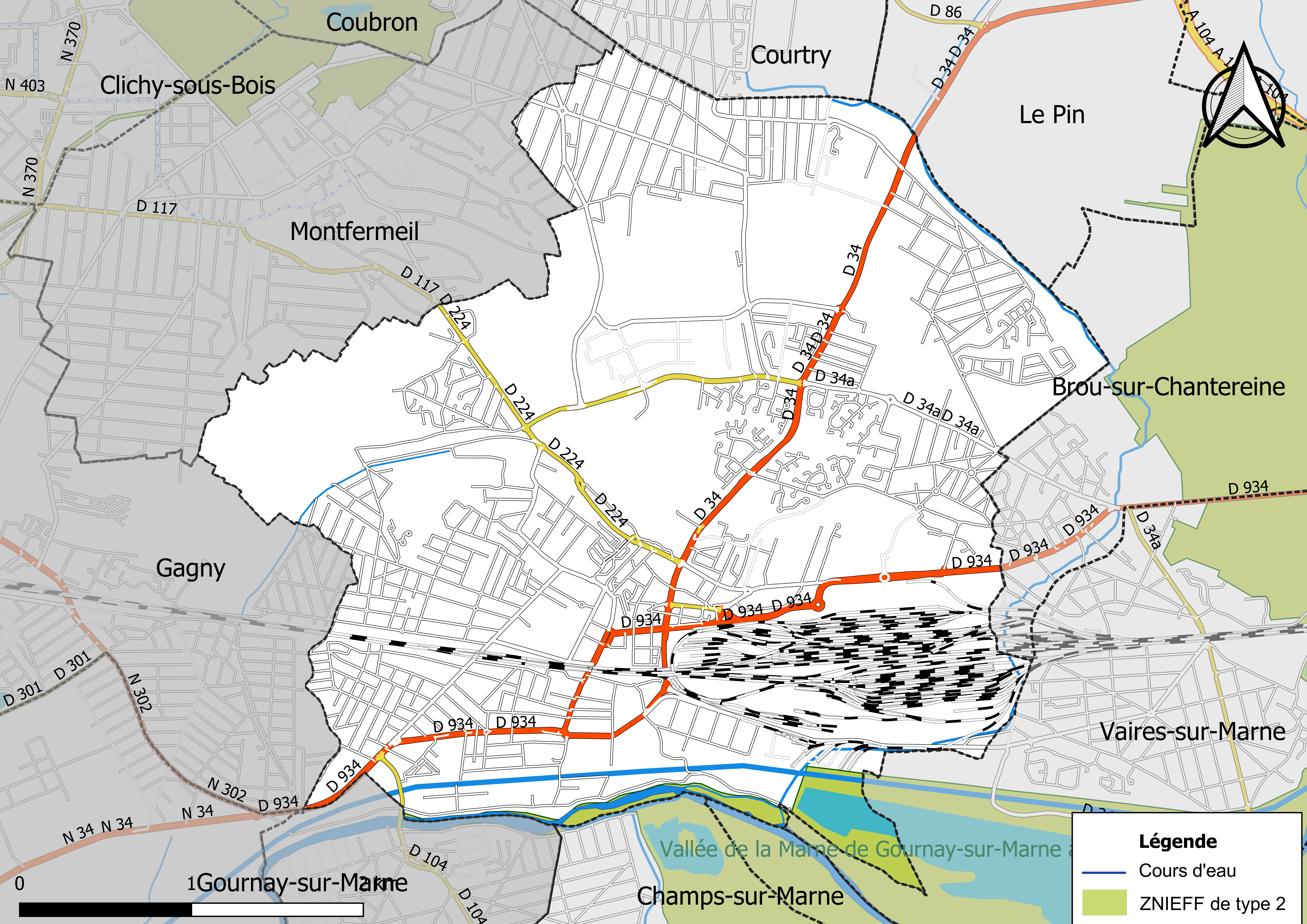
Carte des ZNIEFF de type 2 de la commune.

### Voies de communication et transports

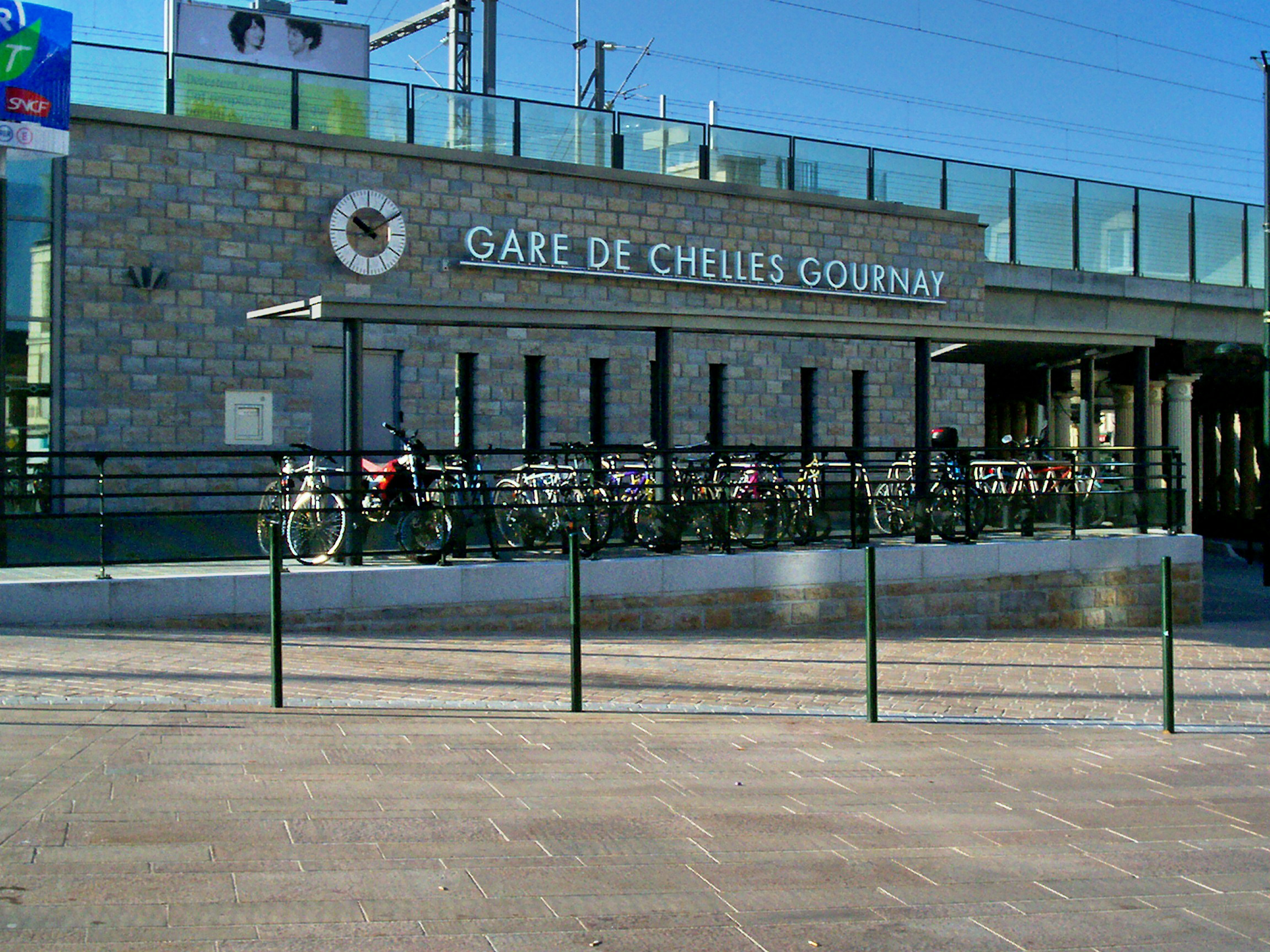
La Gare de Chelles - Gournay vue de la place Gasnier-Guy.

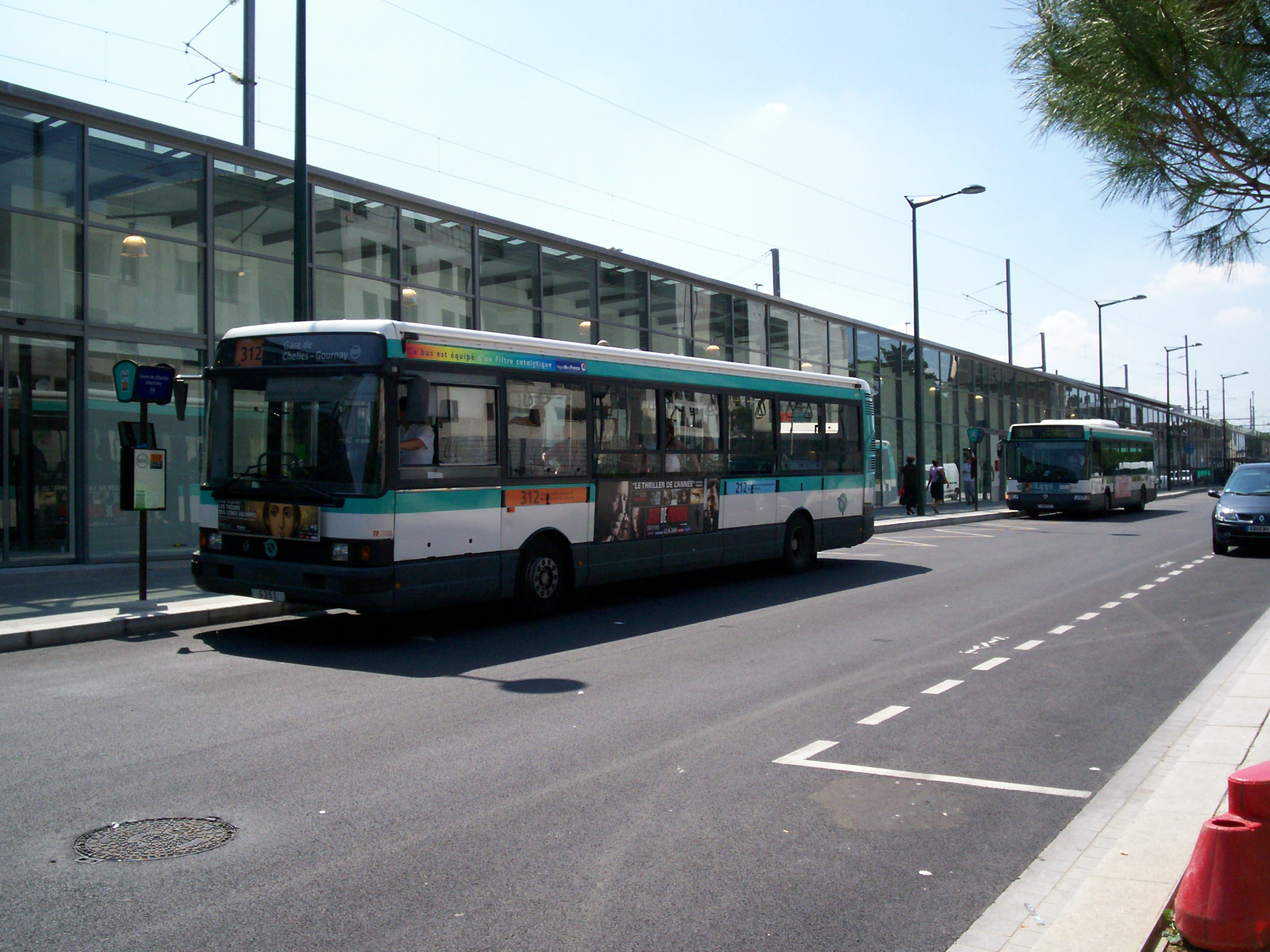
La gare de Chelles vue de l'allée des transports.

La Gare de Chelles - Gournay se trouve au cœur d'un bassin de transport de plus de 100 000 habitants : communauté d'agglomération de Marne et Chantereine, communes desservies par les bus de le réseau de bus du bassin de transports chellois, ainsi que les communes desservies par les bus RATP, comme Gournay-sur-Marne.
La ville de Chelles est par ailleurs proche de plusieurs axes routiers importants.

#### Transports en commun
Située en centre-ville, la Gare de Chelles - Gournay est desservie par :
- la ligne E du RER dont elle est terminus de la branche E2, vers les gares Magenta (Gare du Nord) et Haussmann-Saint-Lazare à raison de 4 à 8 trains par heure et par sens,
- la ligne P du Transilien à raison de 2 à 4 trains par heure et par sens.
- en projet, la ligne 16 du Grand Paris Express, dont la mise en service est prévue en 2028 ; les travaux préparatoires ont débuté en mars 2016 avec la démolition de pavillons et immeubles situés à l'emplacement de la future gare de correspondance[28].

À l'occasion de la mise en service du TGV Est le 10 juin 2007, la Gare de Chelles - Gournay a été complètement reconstruite, et ses abords réaménagés, entre 2006 et 2009. Elle comporte désormais deux pôles d'échanges :
- l'un sur la place Gasnier-Guy qui donne accès à l'avenue de la Résistance et à l'avenue Foch, artères centrales de Chelles,
- l'autre sur la place du Grand-Jardin (gare routière) en correspondance avec les réseaux de bus.

L'allée Alexis-Legrand est un site propre réservé aux transports en commun qui relie la place Gasnier-Guy à la place du Grand-Jardin (gare routière). Elle accueille le terminus de la ligne 213, ainsi que l'arrêt de la ligne 113 en direction de Mairie de Chelles / Terre-Ciel. Elle est aménagée en quais en dépose et de reprise des voyageurs et ce, au plus près des portes d'accès de la gare SNCF, pour faciliter la fluidité des échanges entre les différents modes de transport.
La desserte bus est assurée par :
- le réseau Express avec la ligne Express 100 Chelles ;
- le réseau de la RATP avec les lignes 113, 213 et 311 ;
- le réseau TRA avec les lignes 602, 613, 645 et 701 ;
- le réseau de bus Seine-et-Marne Express avec la ligne 19, permettant notamment de rejoindre l'aéroport de Roissy et la gare de Torcy ;
- l'intégralité des lignes du réseau de bus Apolo 7 ;
- la ligne scolaire 21a du réseau de bus de Marne-la-Vallée ;
- et la nuit, par les lignes N23 et N141 du réseau régional Noctilien.

#### Voies ferroviaires

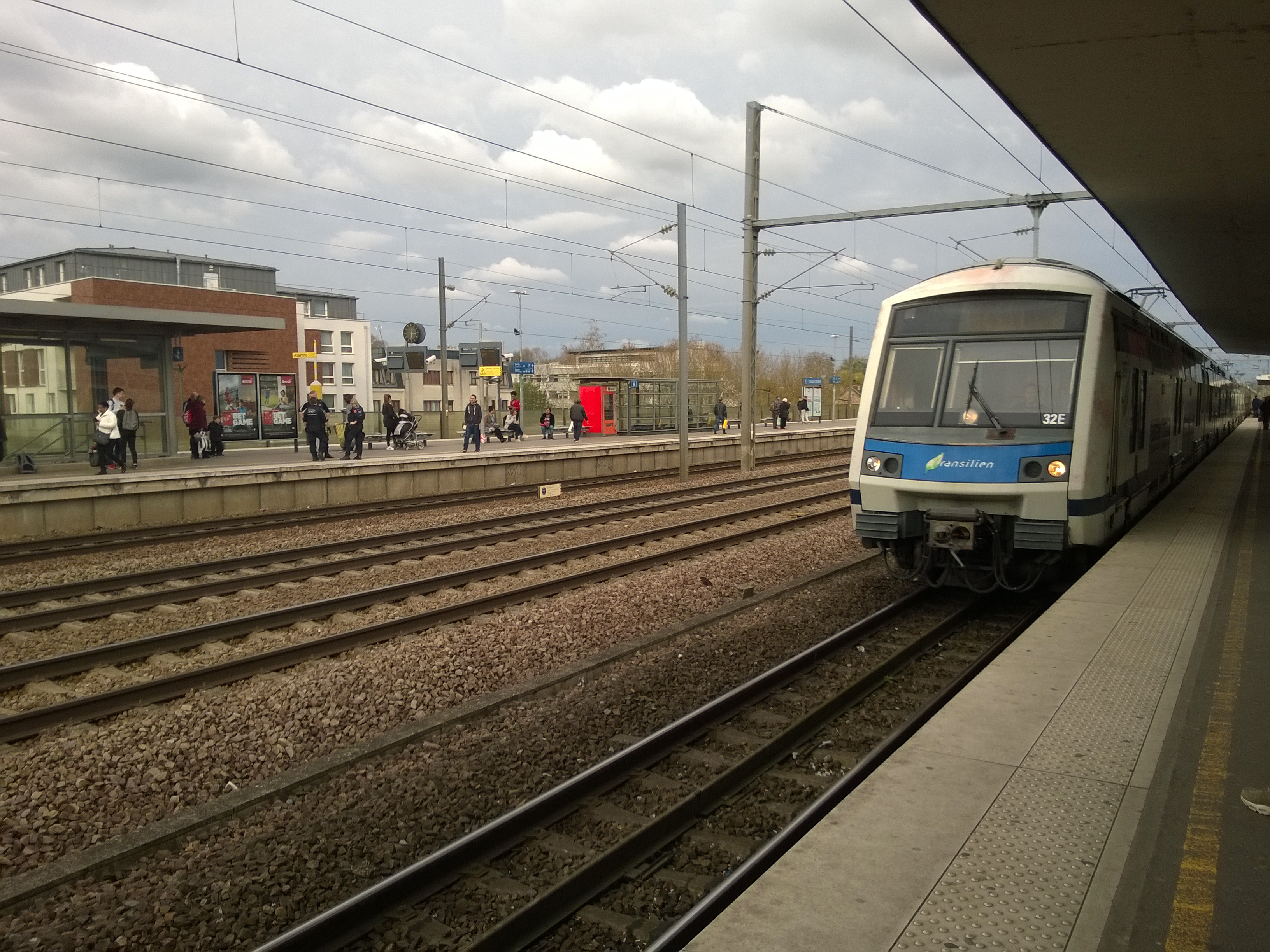
La gare de Chelles.

Le tronçon Paris-Meaux de la ligne de Paris-Est à Strasbourg-Ville est inauguré en 1849, offrant ainsi un moyen de transport moderne et rapide aux Chellois pour rejoindre Paris. Auparavant, Chelles était relié à Paris par des voitures publiques, via Charonne-Montreuil-Rosny-Villemomble et Gagny.
La gare de Chelles, d'abord construite en bois, est réédifiée en pierre en 1857. En 1885, la gare devient « Chelles-Gournay ». La gare compte 900 voyageurs quotidiens en 1901, 1 700 en 1911, et plus de 15 000 en 2005.
En 1928 est construite la gare de triage dénommée Vaires-Triage (car installé à cheval sur les communes de Chelles et de Vaires-sur-Marne), et le projet de la Compagnie des chemins de fer de l'Est est mis en place. Les travaux durent jusqu'en 1933.
En 1887, la Compagnie des Chemins de fer nogentais met en service un nouveau moyen de transport permettant de rejoindre Paris : le tramway à traction mécanique. Puis la Société des transports en commun de la région parisienne, qui succède aux Nogentais, installe une ligne de tramway : la 113 (Gournay-Château de Vincennes), qui devient en 1938, un autobus.

#### Voies routières

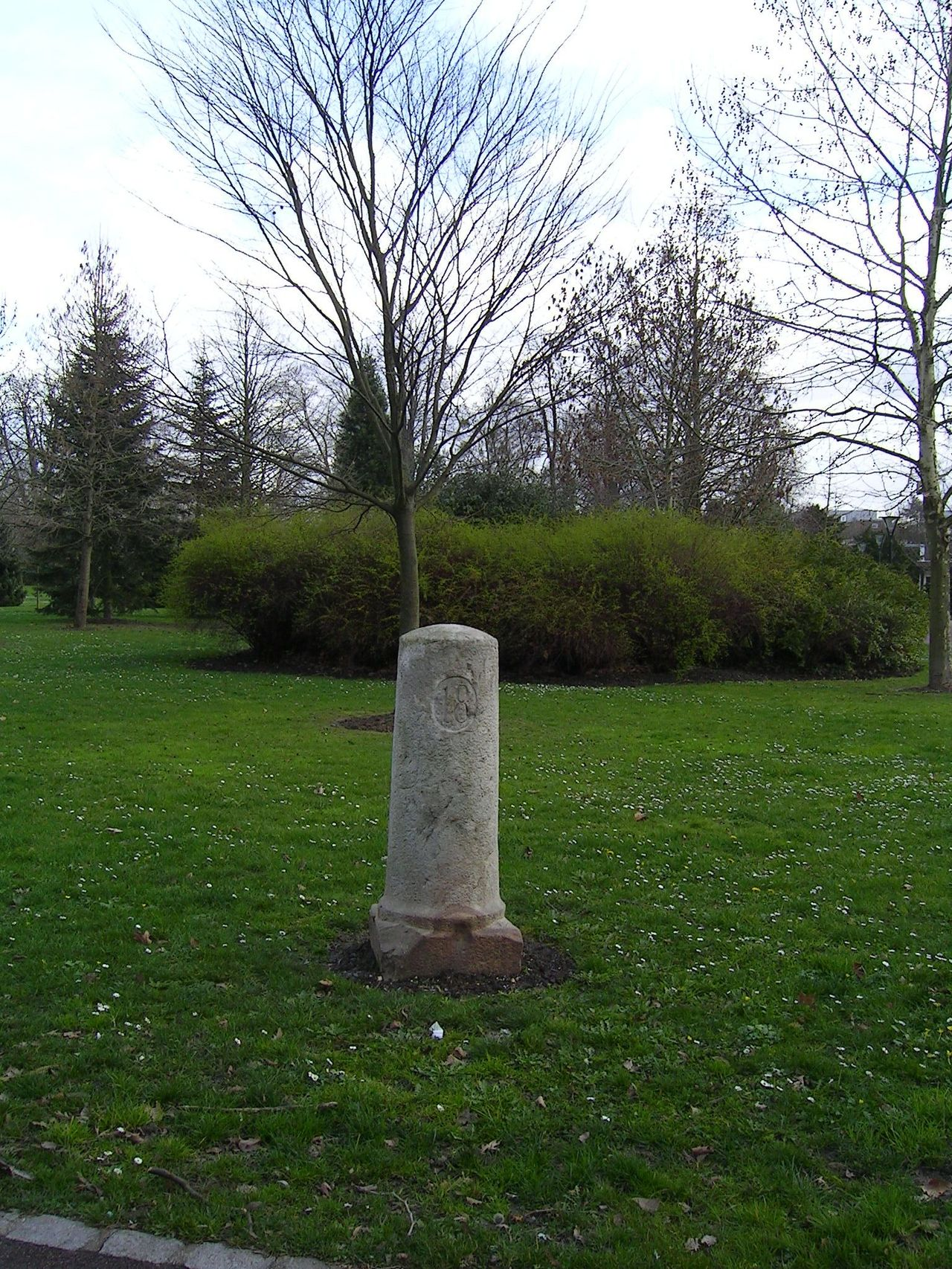
Borne kilométrique ancienne située dans le parc Émile-Fouchard matérialisant le point kilométrique 18 de la RN34.

La ville est desservie par la nationale 34 (ancienne voie royale) qui la relie à Paris (Porte de Vincennes), via Neuilly-sur-Marne, Le Perreux, Nogent-sur-Marne et Vincennes. Elle est par ailleurs proche de plusieurs accès autoroutiers, notamment les autoroutes A4 et A86, ainsi que la Francilienne (A104) qui permet notamment de rejoindre l'aéroport de Paris-Charles-de-Gaulle et l'autoroute A1.

#### Pistes cyclables
Une première piste cyclable a existé à la fin du XIXe siècle en direction de Brou, le Trottoir cycliste 1895.
Un réseau de pistes cyclables en cours d'aménagement s'étend sur la ville et relie les communes voisines.

#### Voies d'eau
En 1865, le « canal de Chelles » est inauguré pour faciliter la navigation sur la Marne, notamment entre Vaires et Neuilly-sur-Marne. Il traverse la commune sur 2 810 mètres, parallèlement à la Marne. Avec ses anciens chemins de halage, il constitue avec les bords de la Marne qu'il longe, un lieu de promenade apprécié des Chellois. Un tronçon a été entièrement goudronné après 2002 entre le pont de Belle-île et le lac de Chelles-Vaires, à la suite d'une demande de l'association riverains bords de Marne.

## Urbanisme

### Typologie
Au 1er janvier 2024, Chelles est catégorisée grand centre urbain, selon la nouvelle grille communale de densité à sept niveaux définie par l'Insee en 2022.
Elle appartient à l'unité urbaine de Paris, une agglomération inter-départementale regroupant 407  communes, dont elle est une commune de la banlieue,,. Par ailleurs la commune fait partie de l'aire d'attraction de Paris, dont elle est une commune du pôle principal,. Cette aire regroupe 1 929 communes,.

### Occupation des sols
En 2018, le territoire de la commune se répartit en 55,8 % de zones urbanisées, 21,9 % de zones industrielles commercialisées et réseaux de communication, 9,4 % de terres arables, 9,3 % d’espaces verts artificialisés non agricoles, 1,6 % de prairies, 1,3 % de milieux à végétation arbusive et/ou herbacée, 0,7 % d’eaux continentales et < 0,5 % de forêts,.

### Lieux-dits et écarts

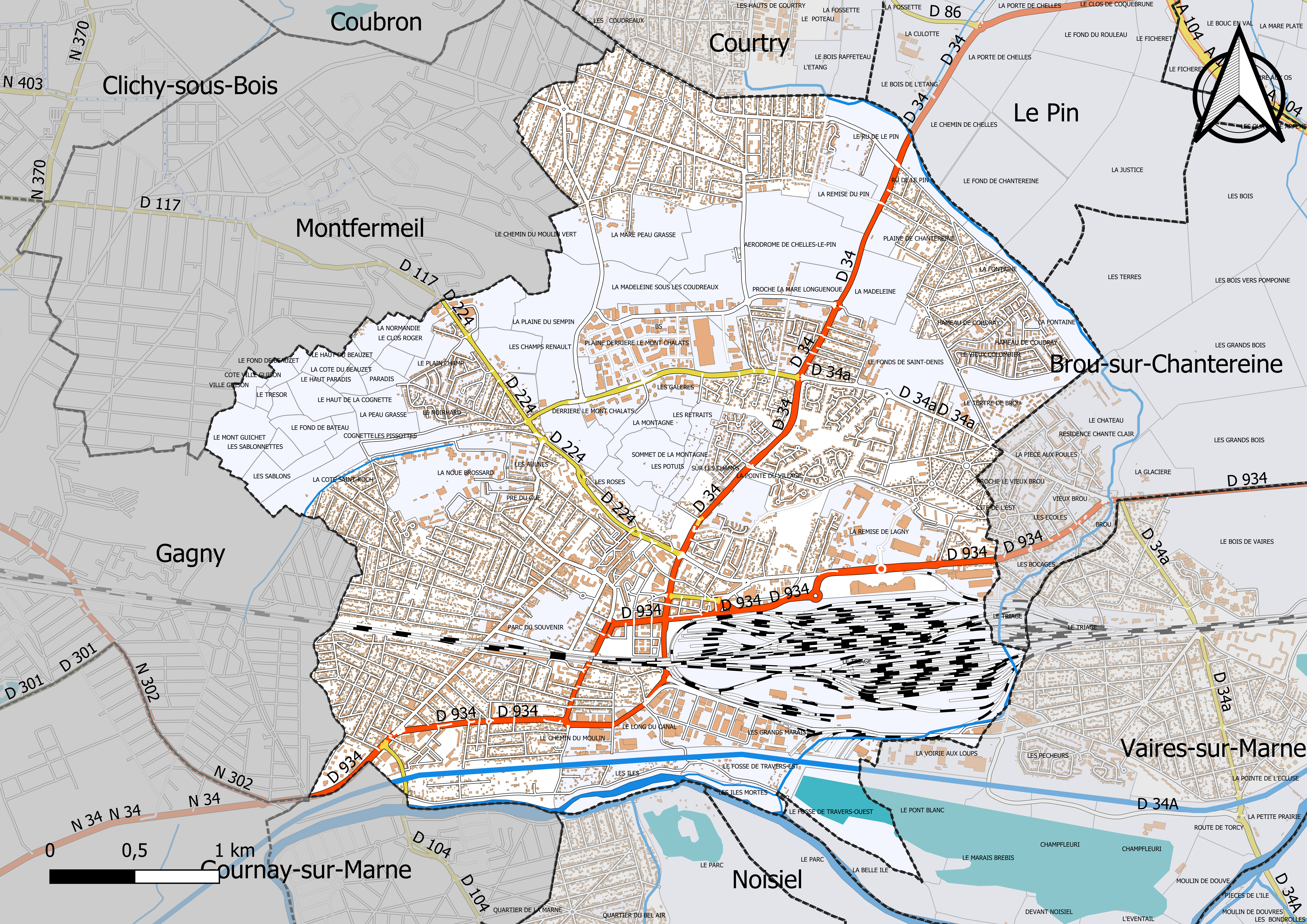
Carte cadastrale de la commune.

La commune compte 77 lieux-dits administratifs répertoriés consultables ici dont la Normandie, la remise du Pin, Paradis'', les Nonettes, la mare peau grasse.

### Quartiers
Résistance
, centré autour de l'avenue de la Résistance avec la gare, le marché, de nombreux commerces et services publics, le parc du souvenir Émile-Fouchard, véritable poumon vert du centre-ville et la mairie.
Maréchal Foch, centré autour de l'avenue du Maréchal-Foch qui prolonge l'avenue de la Résistance au sud de la gare. Ce quartier résidentiel de centre-ville se compose de petits immeubles et de commerces de proximité autour de l'avenue du Maréchal-Foch et de pavillons dans les rues adjacentes. On y trouve également le conservatoire de musique.
Grande Prairie, quartier situé entre l'avenue du Général-de-Gaulle et le canal, comporte un grand ensemble classé prioritaire dans sa partie Ouest, une zone d'habitat individuel au centre et une zone commerciale dans sa partie est en limite de la zone d'activité de la Trentaine.
Trentaine, zone d'activité industrielle (la plus ancienne de Chelles) situé plus à l'est et limitrophe de Vaires-sur-Marne.
Bords de Marne, quartier calme et tranquille, situé entre le canal et la Marne, lieu de promenade apprécié des Chellois, avec à l'est, à cheval sur la commune de Vaires-sur-Marne, l'île de loisirs de Vaires-Torcy.
Abbesses, quartier pavillonnaire traditionnel situé à l'ouest de l'avenue de la Résistance.
Noue-Brossard, Périchelles, Bel Air, Clos Roger, situés à l'ouest de la commune, mais néanmoins proche du centre-ville. Ce quartier a été totalement "rénové" (donc destructions très importantes du patrimoine bâti) dans les années 1960. Aujourd'hui encore, des lotissements se construisent. Un grand complexe sportif (gymnase, piscine, stade) a été construit. De nombreux immeubles y sont chauffés par le réseau de géothermie. De plus, la ZAC du Plain - Champ est en pleine expansion.
 Les Arcades, Castermant, situés à l'Est. L’espace urbain est occupé par des logements, des équipements publics, un centre commercial régional, des commerces spécialisés, deux groupes scolaires et deux lycées, un grand complexe sportif, des studios de musique. Dans ce quartier se trouve la cité ouvrière des Cheminots, créée en 1926 par la Compagnie des chemins de fer de l’Est, car proche de la gare de triage (195 ha). La particularité du quartier tient dans son altitude de 50 m au lieu-dit la Haute-Borne.
Gambetta (le plus ancien quartier, très actif dans les années 1900), Tournelles, Château Gaillard, proche du centre-ville, le secteur mélange un urbanisme « moderne » et le « Vieux Chelles » (l’ancienne mairie-école au style Troisième République et l’école privée Gasnier-Guy).
Aulnoy, quartier plus récent, avec une zone commerciale où se trouve notamment implanté le centre commercial Terre-Ciel (ex-Chelles 2).
Monts-Chalats, colline du Fort, La tuilerie, proche du centre-ville, le quartier est pavillonnaire récent datant des années 1980. Au sommet de la « montagne de Chelles » (104 mètres), se trouve le fort de Chelles datant de 1878. Ce fort est aujourd'hui désaffecté. Il surplombe la ville et ses alentours.
Chantereine, Madeleine, La Villeneuve, situés au nord-est ; le quartier, surnommé « quartier de Chantereine » est resté un village constitué de hameaux : Bois l’Evêque, Coudray, la Fontaine, Vallières, Vieux-Colombier...
Les Coudreaux, situés au nord ; le quartier comportant anciennement des bois, a été construit à partir des années 1900, puis durant « l’époque des lotissements à la campagne ». Quartier pavillonnaire par excellence, la plupart des rues portent le nom de savants renommés. Son artère principale a été baptisée « avenue des Sciences ». Le quartier possède un aérodrome de tourisme situé au sein du « croissant vert » (formé par les espaces naturels).

### Aménagement urbain
[réf. nécessaire].
Dans le cadre du projet du Grand Paris Express, il est prévu que la Gare de Chelles - Gournay devienne gare de correspondance entre la ligne 16 du Grand Paris Express, la ligne E du RER et la ligne P du Transilien. La station de métro sera implantée en sous-sol, parallèlement à la gare routière et perpendiculairement à la gare RER,.
Depuis janvier 2017, à la suite de l'extension par Epamarne de son périmètre d'intervention en matière d'aménagement, la commune de Chelles est incluse dans la ville nouvelle de Marne-la-Vallée, dans le secteur 2 de Marne-et-Chantereine.
L'obstruction de piste cyclable par du mobilier urbain est mentionnée lors de l'inventaire mené par la société civile sur les lieux dégradés.

### Logement
En 2016, le nombre total de logements dans la commune était de 23 121 dont 44,9 % de maisons et 53,6 % d’appartements.
Parmi ces logements, 92,4 % étaient des résidences principales, 1 % des résidences secondaires et 6,6 % des logements vacants.
La part des ménages propriétaires de leur résidence principale s’élevait à 56,2 % contre 41,8 % de locataires, dont 20,9 % de logements HLM loués vides (logements sociaux) (contre 18,4% en 2011) et 2 % logés gratuitement.

## Toponymie

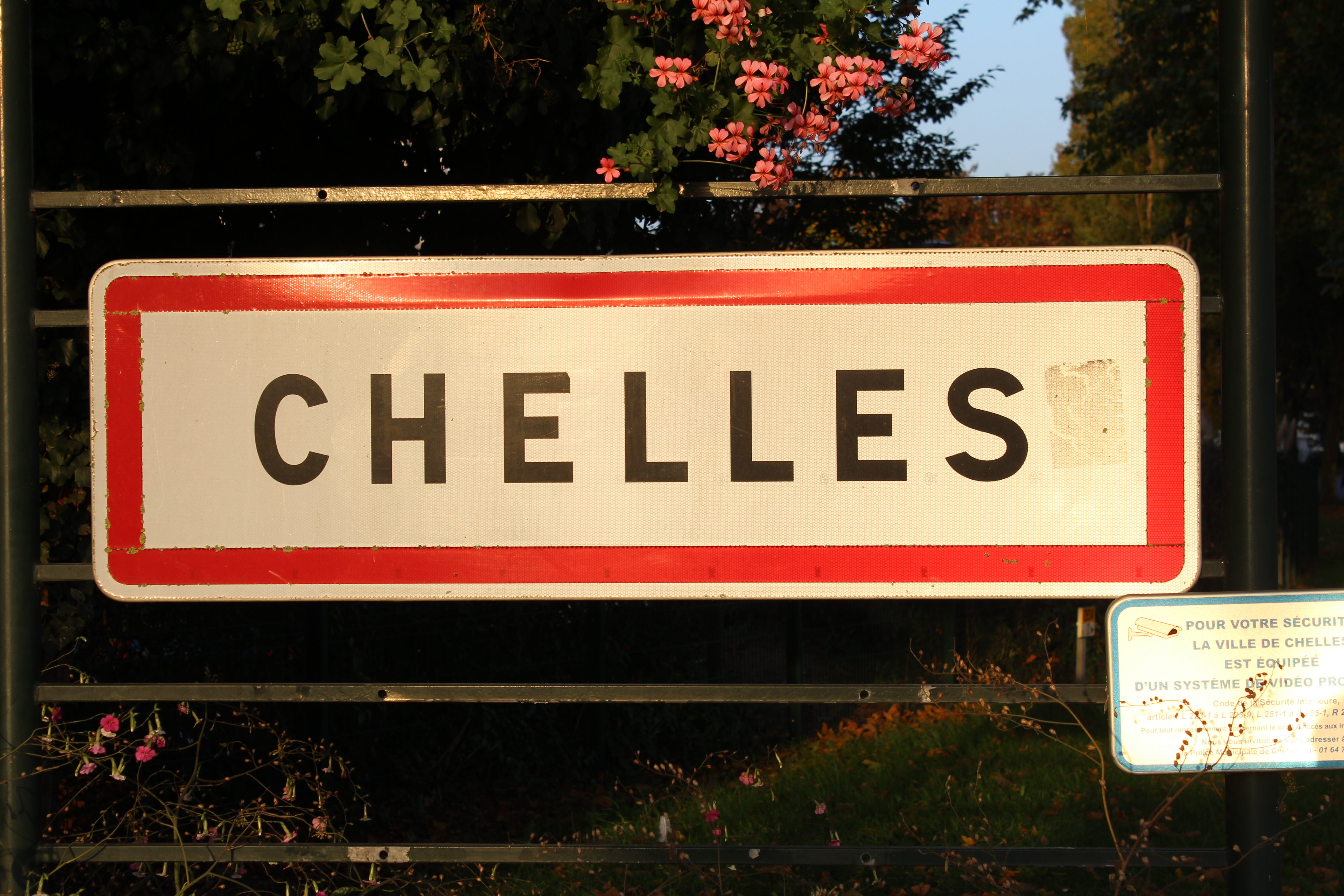
Panneau d'entrée dans la commune.

Au VIe siècle, mentionnée en tant que Villa Cala. En 580, le chroniqueur Grégoire de Tours aurait utilisé le nom de Cala (désignant le mont Châlats) pour désigner le futur Chelles[citation nécessaire]. Vers 632 Kalense, puis deux siècles plus tard, Calense et Calensis. Vers 811 Kala, puis, quarante ans plus tard, Cale. Kalas en 1026, Chela et Cale, au siècle suivant. Cela et enfin Chiele en 1346. Ce n'est qu'à partir de 1388 que le nom actuel de la ville apparaît progressivement : Chielle, puis Chelles Sainte Bautour, en 1550, Chelles Sainte Bathilde en 1672 et Echelle Sainte Bandour en 1788[réf. souhaitée].
À partir de la Révolution de 1789, le nom actuel de Chelles est fixé.
Nom issu du bas latin cala, abri sous roche, maison, issu du gaulois, lui-même d'origine pré-indo-européenne *kal (cf. chalet).

## Histoire

### Origines

#### Préhistoire et néolithique
Des vestiges préhistoriques (éponymes du Chelléen) attestent de la présence de l'homme en des temps très reculés sur le territoire de la commune ainsi que de ses environs, notamment aux abords du mont Châlat.
300 000 ans avant Jésus-Christ, pendant la période paléolithique, les premiers habitants s'installent sur le site de l'actuelle ville, sans doute à cause du gibier et des fruits qui emplissent cette ancienne forêt, appelée alors Lauchonia sylva, mais aussi à cause d'une Marne poissonneuse et d'un climat tempéré. En effet, il a été découvert en 1874, des silex taillés, des bifaces, servant d'armes et d'outils. 4 000 ans avant Jésus-Christ, pendant la période néolithique, un groupe d'humains vit sur l'emplacement actuel de la mairie. Des haches polies, des grattoirs en silex, des pointes de flèches sont retrouvés lors de ces recherches. Cette époque, en effet se caractérise par la poterie, le tissage, mais surtout l'élevage et l'agriculture.
En 1973, il y avait encore un dolmen rue de Coubron.

#### L'agglomération gauloise
Au VIe siècle av. J.-C., la région fut tour à tour envahie par les Galls, par les Kymris également appelés Belges, etc. et surtout par les Meldi et les Parisii, cités pour la première fois par Jules César dans les Commentaires sur la Guerre des Gaules. Ce modèle invasionniste n'est plus guère considéré comme valide aujourd'hui par la communauté scientifique, qui envisage aujourd'hui l'hypothèse que les populations locales se seraient celtisées de manière autonome dès le début de l'âge du bronze, vers le XVIe siècle, à la suite de la diffusion de la culture campaniforme.
En 1902, un ancien cimetière gaulois a été découvert au lieu-dit la Chapelle de Souffrance. Des outils, des instruments, prouvant que ces humains pratiquaient l'élevage, cultivaient l'orge et le blé, ont été découverts. Le commerce commença à s'étendre sur la Marne.
En 2006, lors de la construction d’un immeuble, les fouilles ont permis de découvrir un paléochenal de la Marne datée de La Tène D2 (Ier siècle avant notre ère) sur une rive ancienne adossée à une île placée à l’intérieur d’un ancien méandre. Cette rive était aménagée d'un quai de bois destiné à l'accostage et au déchargement de chalands. Il est resté en activité jusqu'à la fin du Ier siècle de notre ère.
Des fouilles au début du XXIe siècle ont démontré l'existence de constructions romaines (au niveau de l'avenue de la Résistance, face à l'actuel parc du Souvenir) : des édifices publics ont été retrouvés (des thermes et un temple).
Au IIe siècle, la romanisation culmine. Les hameaux et villages se multiplient. Chelles est alors une station principale avant d'atteindre les limites de la grande ville, la cité.
Au début du Ve siècle, Chelles fait partie du dernier lambeau de pouvoir gallo-romain qui est contrôlé par Aetius, qui s’était violemment opposé à Attila, aux portes de Paris, en 451.

### Moyen Âge

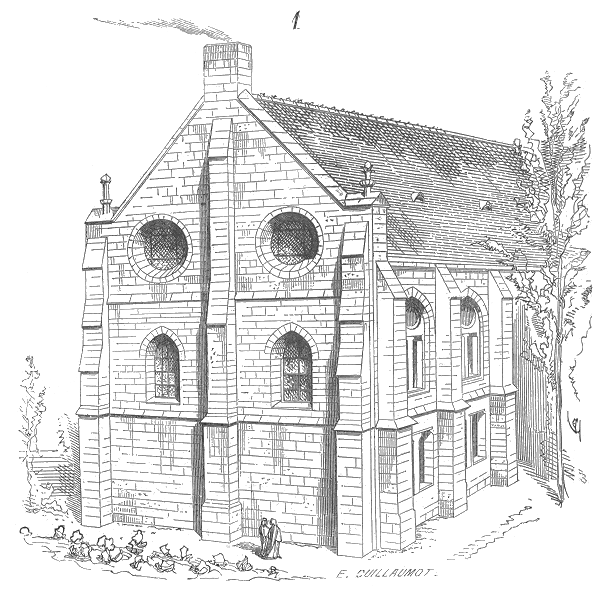
Reconstitution de l'aspect extérieur du dortoir de l'abbaye de Chelles au XIIIe siècle.

Au VIe siècle, le village devient une des villae royales de Clovis, roi des Francs saliens et époux de Clothilde, qui créa l'église Saint-Georges. Chelles restera pendant longtemps dans le domaine de Neustrie (ou royaume de Paris) et la plus importante villa royale de l'Île-de-France.
En 584, Chilpéric, petit-fils de Clovis et de Clothilde est assassiné à Chelles (la pierre de Chilpéric, ou croix de Sainte-Bautheur ou borne de Chilpéric située dans le parc de la mairie symbolise cet évènement). C'est à cette époque que saint Grégoire de Tours, évêque de Tours, parle pour la première fois de Chelles, dans son ouvrage Historiae Francorum (Histoire des Francs) et emploie le terme de Cala civitatis Parisiacae villae (villa de Chelles dans la cité de Paris). De cette période daterait la route de Meaux, qui franchissait le ru de Chantereine, près duquel s'était établie une station gauloise, puis romaine. Clotaire II faisait de Chelles sa résidence d'été.
Au milieu du VIIe siècle, la reine Bathilde, veuve de Clovis II, choisit Chelles pour se retirer du pouvoir après une régence de plusieurs années. Elle fonde en 656, une abbaye, supprimée en 1790. Elle fut enterrée dans la petite église de Sainte-Croix puis déposée sur le grand autel de l'abbaye de Chelles, et canonisée par la pape Nicolas Ier (858-867). À la fin du VIIIe siècle, l'abbesse Gisèle, fille de Pépin le Bref et sœur de Charlemagne, fait construire un nouvel édifice et dote le monastère d'un scriptorium, où de nombreux ouvrages furent écrits par les religieuses. En 798, la ville devient un lieu de villégiature de Charlemagne et de ses enfants. En 848, Louis le Débonnaire joignit à cette abbaye le village de Coulens.
La ville bénéficie d’institutions communales à partir du règne de Louis le Gros.
Pendant la guerre de Cent Ans, la ville et l'abbaye sont pillées. La famine décime le territoire. Les religieuses fuient Chelles et se réfugient à Paris. À leur retour, elles obtiennent du roi Charles VI de faire fortifier la ville. À partir du XIIIe siècle, l'essentiel du territoire de Chelles est sous la seigneurie des Dames (les abbesses), par l'acquisition en 1202, de la paroisse de Saint-André. L'an 1358 est année terrible : soulèvement puis répression des Jacques, très actifs à Chelles ; Charles V, régent, logea à Chelles avec les troupes — dont les bandes navarraises — qu'il conduisait en campagne contre Charles le Mauvais, roi de Navarre ; la même année, les Anglais détruisirent presque toute l'abbaye de Chelles.

### XVesiècle- Révolution française

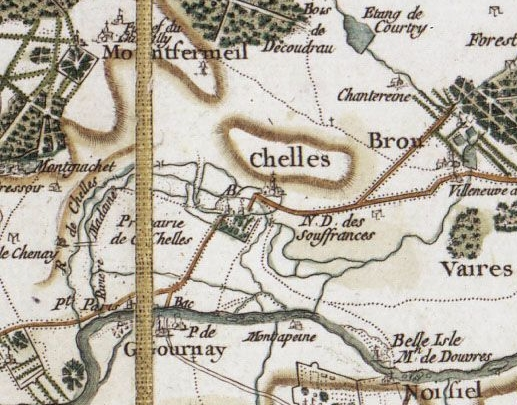
Chelles vers 1780 (carte de Cassini).

À deux reprises, en 1405 les Bourguignons et en 1411 les Armagnacs, des soldatesques envahissent le territoire et obligent les religieuses à s'exiler. Agnès II de Neuville, abbesse, présente alors une requête au roi, demandant la fortification de Chelles. En 1411, Charles VI autorise à entourer la ville de fossés, de murs et de portes.
Mais en 1430, trois cents Anglais pillent Chelles au Carême, et dans la plaine de Vaires, Jeanne d'Arc et les troupes françaises s'opposent aux Anglo-Bourguignons. En 1489, les Anglais y causent à nouveau de grands ravages.
En 1543, c'est Renée de Bourbon, descendante de saint Louis et sœur du roi de Navarre, qui devient la quarante-huitième abbesse de Chelles.
En 1591, destruction du Moulin de Chelles par les confédérés catholiques qui ravitaillaient Paris en bateaux (blocus de Navarre).
Puis en 1627, c'est Marie-Henriette de Bourbon, sœur naturelle de Louis XIII, qui à son tour, prend cette fonction. Au XVIe siècle, le cartulaire de Notre-Dame-de-Paris ordonne la soumission de Chelles à l'évêque de Paris. Mais l'abbaye tente d'échapper à cette autorité et y parvient. Au début du XVIIIe siècle, l'abbesse n'est autre que la fille du régent, Louise-Adélaïde d'Orléans. Chelles devient alors une véritable résidence royale. À cette période, les abbesses de la commune cumulent les droits de justice, et de nombreux attributs qui en découlent : elles perçoivent notamment des taxes sur les activités économiques des Chellois : vigne, boucherie, maçonnerie, etc..

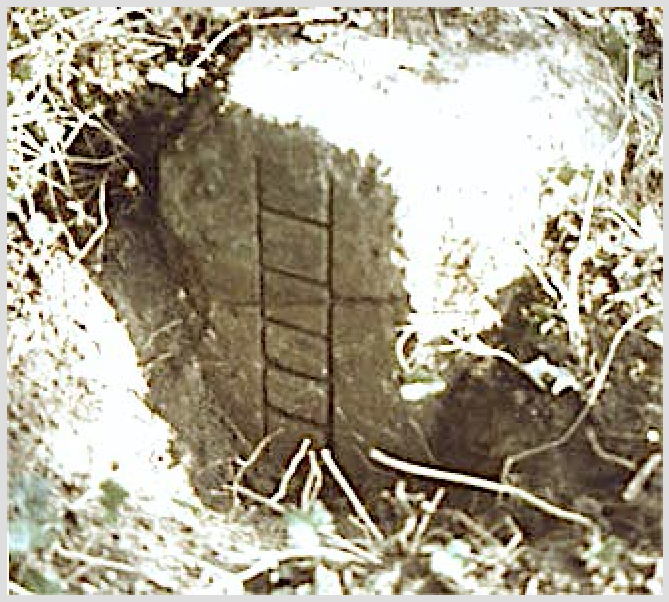
Borne 1755

En 1755, marquage des entrées principales de la seigneurie par des Bornes de pierre : échelle à cinq barreaux et crosse abbatiale stylisée, dont une seule subsiste au bord de la Marne, sur le « Chemin rural de la Belle-Île » en limite de l'abbaye en allant sur Vaires. Elle a été découverte en 2002.
En 1790, l'abbaye est supprimée. Elle est vendue comme bien national en 1796, puis pillée, et détruite pendant la période révolutionnaire.
À la fin du XVIIIe siècle, un procès-verbal établi par Lucien Dubray, ingénieur de son état, estime que le territoire de Chelles comprend une surface de « quatre mille neuf cents arpens et vingt et une perches et demie »; près de 18 % du domaine appartient à l'abbaye.

### Révolution française - guerre franco-allemande de 1870

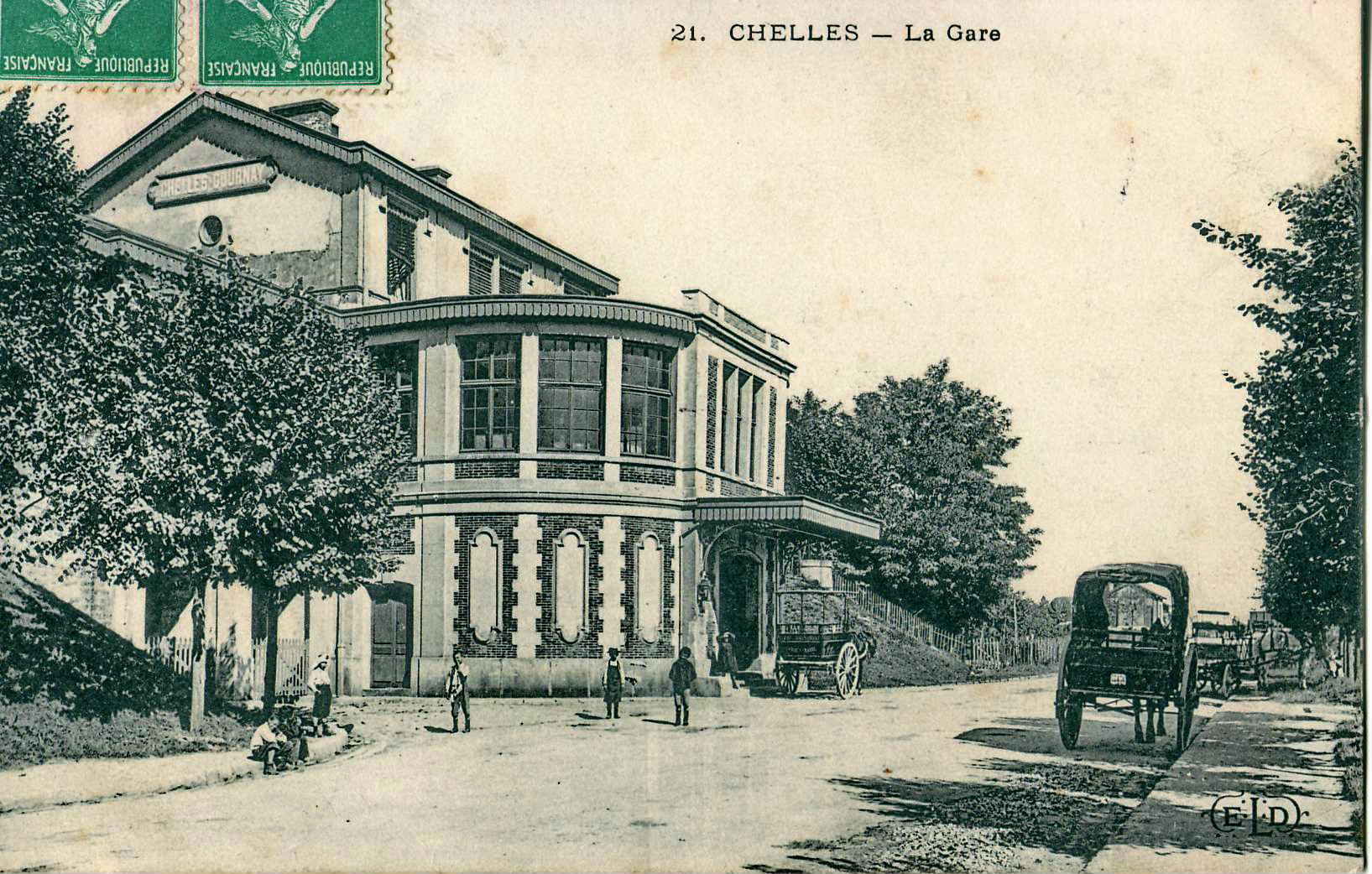
La seconde gare de Chelles, celle de 1857, côté sud.

À partir de 1787, de nombreuses réformes municipales sont mises en place : élection des membres de l'assemblée, élaboration du premier registre de délibérations de l'assemblée municipale, le cahier des doléances... stoppées par la Révolution française. En février 1790, les départements sont créés, et Chelles est englobé dans celui de Seine-et-Marne. En 1792, les dernières religieuses de l'abbaye quittent Chelles pour Chartres puis leur communauté est dissoute, dans un contexte de déchristianisation. Les biens sont vendus à des particuliers.
En 1814, Napoléon Ier abdique et les Bourbons rentrent en France. Chelles se rallie tout de suite au nouveau régime.
Au XIXe siècle, quelques petites industries viennent s'installer profitant de l'activité économique traditionnelle de la ville : filature de coton, horlogerie, extraction de plâtre. En 1849, Chelles voit l'arrivée du chemin de fer avec la ligne Paris - Strasbourg et en 1865, la construction du canal de Chelles allant de Vaires à Neuilly-sur-Marne.
Pendant la guerre franco-allemande de 1870, les Chellois s'exilent massivement à Paris. Au mois d'octobre, la population est estimée à trente-quatre citoyens. La ville a été « transplantée » à Paris, où le maire, Buignet, a installé la mairie chelloise. Cette administration s'organise pour distribuer des secours aux Chellois réfugiés. Les Allemands font de Chelles un point d'appui de leurs lignes de défense lors du siège de Paris. Trois batteries d'artillerie sont installées sur les hauteurs, entre Chelles et Montfermeil et à Montguichet. Après l'armistice, les troupes allemandes quittent la ville le 20 septembre 1871, et laissent derrière elles une commune décimée.

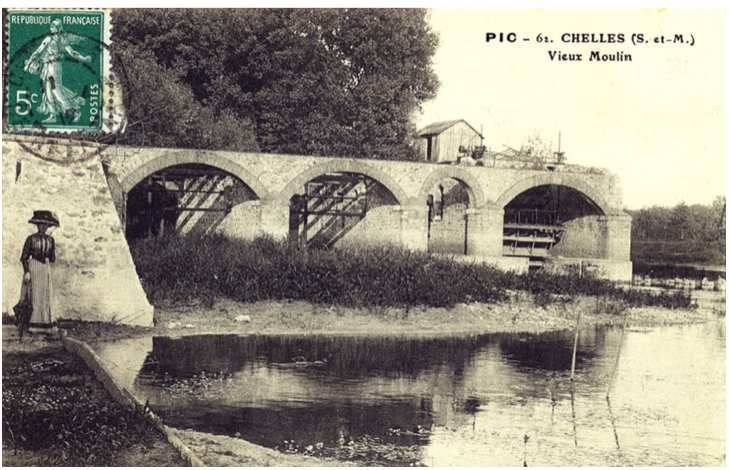
Moulin Menier carte postale ancienne

En 1878, Menier l'industriel chocolatier reprend le Moulin de Chelles. Son architecte lui propose de reconstruire l'usine sur le quai avec une transmission de l'énergie hydraulique depuis la roue horizontalement.

### Première Guerre mondiale - époque moderne
Pendant la Première Guerre mondiale, Chelles se mobilise fortement. Dès la fin de l'année 1914, la commune crée un « magasin communal », qui met à la disposition des habitants des denrées alimentaires à bas prix. Puis ce magasin se transforme en « dépôt communal alimentation ».
En 1939, Chelles entre tout de suite en guerre. Émile Fouchard, maire de Chelles, est arrêté et emprisonné, car soupçonné de « reconstitution de la ligue dissoute » du communisme. Libéré, il intègre  immédiatement la Résistance. Chelles fait partie de la zone occupée. Le 10 juillet 1940, il s’oppose, à l'instar des quatre-vingt autres députés et sénateurs, aux pleins pouvoirs du maréchal Pétain. Il est alors remplacé par la « délégation spéciale ». En 1941, le maire se nomme Henri Lavaud. En 1942, un service du travail obligatoire (STO) est instauré et oblige plus de soixante-dix Chellois à partir travailler en Allemagne, jusqu'en 1943. À l'Appel du 18 juin 1940, Chelles devient un centre important de la Résistance. En octobre 1940, les premiers Résistants se réunissent au centre de triage de Chelles-Vaires. Les Francs-tireurs et les Partisans français utilisent leurs talents de sabotage jusqu'à la Libération : sabotage du centre de triage de Vaires en 1941, attaque du bureau de placement allemand en 1943, des litres d'essence détruits en 1944, etc. En mars, juin, et juillet 1944, la gare de triage de Chelles-Vaires est une cible pour l'aviation alliée, qui l'attaque de nombreuses fois. Plus de trois cent dix bombes de cent à cinq cents kilos sont larguées, causant de nombreux dégâts et des victimes civiles. Dans certains terrains vagues, des trous de bombes alliées étaient perçus en 1980 surtout aux cités SNCF dans le quartier des arcades fleuries.
Pendant le mois d'août 1944, des otages civils et des résistants sont fusillés près de la mairie et d'autres furent piégés par un Français « collaborateur » et livrés aux nazis par camion de déménagement (cet épisode est relaté dans le film Paris brûle-t-il ? où Jean-Louis Trintignant joue le rôle du collaborateur). Ils furent fusillés au Bois Boulogne près des cascades, un chêne porte une plaque commémorative à leurs mémoires. Paul Mathéry, résistant alsacien originaire de Sigolsheim, Haut-Rhin, fut secrétaire de mairie à Chelles et à Vaires ; il y a quelques années le quotidien Dernières Nouvelles d'Alsace lui consacra un article. Les Américains n'arrivent que le 27 août 1944. À la Libération, la résistance reprend la municipalité. Mais la liberté se paie cher. Beaucoup de jeunes Chellois sont fusillés, déportés dans les camps de concentration, ou disparus dans la lutte clandestine, dont Pierre Weczerka, après dénonciation. Pour commémorer le sacrifice, Chelles construisit la place des Martyrs-de-Chateaubriant. De nombreuses rues portent le nom de combattants et résistants. La commune reçut la Croix de Guerre.
Le 1er octobre 1944, le nouveau conseil municipal élit Charles Schlosser maire de la ville. Ce dernier organise tout de suite le ravitaillement des populations démunies. Il met en place le « Bureau de coordination des prisonniers de guerre et des déportés », puis un « Comité d'organisation et d'accueil des prisonniers et des déportés », en février 1945, afin de pouvoir faire face au retour de ces derniers. Parallèlement, une épuration des fonctionnaires vichyssois est organisée. Après la Libération, en 1946, Chelles organise un Kommando de prisonniers de guerre allemands, pour l'exécution de travaux de voirie…
Pendant près d'une dizaine d'années, Chelles voit les mandats de ses maires se succéder, entre élections et démissions. En 1958, quatre ans après le commencement de la guerre d'Algérie et l'envoi de Chellois, la commune s'engage : elle vote un crédit de cent mille francs pour l'envoi de colis aux Chellois mobilisés. En 1959, le conseil municipal devient UNR.
Un grand plan d'aménagement est entrepris à partir de 1960 afin de rénover le centre-ville. Sous la houlette de l'architecte Henri-Jean Calsat, un nouveau plan d'urbanisme est dessiné et un certain nombre d'habitations anciennes qualifiées d’insalubres de l'ancien bourg, principalement dans le secteur de la rue Gambetta en face de l’ancienne mairie, sont détruites au profit d'un groupe de grands ensembles terminé au milieu des années 1970.
Dans le milieu des années 1990, un programme d'urbanisation fait sortir de terre un nouveau quartier, situé sur des terrains de l'ancienne gare de triage SNCF : le quartier de l'Aulnoy. En mai 1996, ouvre le centre commercial Chelles 2 (réaménagé et renommé Terre-Ciel en 2014), à l'emplacement des terrains nord de l'ancienne gare de triage SNCF, au cœur d'une nouvelle zone d'aménagement "concerté" (ZAC) composée de magasins de grandes enseignes comme Leroy Merlin.
Depuis le début des années 2000, le quartier immobilier est en cours de construction plus à l'ouest.

## Politique et administration

### Rattachements administratifs et électoraux
La commune se trouve dans l'arrondissement de Torcy du département de Seine-et-Marne. Pour l'élection des députés, elle fait partie de la dixième circonscription de Seine-et-Marne.
Elle faisait partie de 1793 à 1964 du canton de Lagny-sur-Marne. Ce canton est alors scindé, et Chelles devient alors chef-lieu du canton de Chelles. En 1975, les quartiers orientaux de Chelles sont rattachés au canton de Vaires-sur-Marne nouvellement créé. Dans le cadre du redécoupage cantonal de 2014 en France, le canton de Chelles est désormais constitué de la totalité de la commune.
Le commissariat de police nationale est implanté 2 avenue de Claye. Il couvre les communes de Chelles, Vaires-sur-Marne, Courtry, Brou-sur-Chantereine, Villevaudé et Le Pin, soit une population totale de 78 396 habitants (recensement de 2010). La ville dispose également d'un service de police municipale installé 12 rue Adolphe-Besson. La brigade de gendarmerie est installée 17 avenue du Gendarme Castermant.

### Intercommunalité
En 2005, Chelles s'est associée aux communes de Vaires-sur-Marne, Courtry et Brou-sur-Chantereine en formant la Communauté de communes Marne et Chantereine, transformée en 2009 en Communauté d'agglomération de Marne et Chantereine.
Dans le cadre de la mise en œuvre de la loi MAPAM du 27 janvier 2014, qui prévoit la généralisation de l'intercommunalité à l'ensemble des communes et la création d'intercommunalités de taille importante, le préfet de la région d'Île-de-France approuve le 4 mars 2015 un schéma régional de coopération intercommunale qui prévoit notamment la « fusion de la communauté d'agglomération de Marne et Chantereine, de la communauté d'agglomération de Marne-la-Vallée - Val Maubuée et de la communauté d'agglomération de la Brie Francilienne.
Cette fusion intervient par arrêté du préfet de région au 1er janvier 2016, formant la communauté d'agglomération Paris - Vallée de la Marne dont Chelles est désormais membre.
Lors de son conseil municipal du 4 novembre 2014, la ville avait souhaité intégrer la métropole du Grand Paris créée au 1er janvier 2016, avec l'objectif de faire partie du territoire de l'est parisien résultant de l’extension de l'association des collectivités territoriales de l'Est parisien. Toutefois, le gouvernement n'a pas validé cette demande.

### Tendances politiques et résultats

#### Élections nationales
Élections présidentielles, résultats des deuxièmes tours :
- Élection présidentielle de 2002[56]: 82,21 % pour Jacques Chirac (RPR), 17,79 % pour Jean-Marie Le Pen (FN), 79,71 % de participation.
- Élection présidentielle de 2007[57]: 53,62 % pour Nicolas Sarkozy (UMP), 46,38 % pour Ségolène Royal (PS), 84,17 % de participation.
- Élection présidentielle de 2012[58]: 54,67 % pour François Hollande (PS), 45,33 % pour Nicolas Sarkozy (UMP), 78,84 % de participation.
- Élection présidentielle de 2017[59]: 71,51% pour Emmanuel Macron (REM), 28,49% pour Marine Le Pen (FN), 71,88 % de participation.

#### Élections locales
Lors du second tours des élections municipales de 2014 en Seine-et-Marne la liste menée par Brice Rabaste remporte la majorité des sièges du conseil municipal avec 47,07% des suffrages exprimés, devançant celle du maire sortant Jean-Paul Planchou (élu depuis 1995) qui a obtenu 42,4 % des suffrages, suivi par la liste FN de Renaud Persson avec 10,51 %.
Lors des élections municipales de 2020 en Seine-et-Marne, la liste du maire sortant, Brice Labaste (LR) remporte la majorité des sièges dès le premier tour, avec 54,82% des suffrages exprimés, devançant les listes menées par son dauphin Salim Drici (SE, 16,92 %), Lydie Autreux (SE, 9,62 %), Olivier Gil (PS, 7,36 %) Béatrice Troussard (RN, 5,72 %), Lucia Perreira (DVG, 4,8 %), et Emmanuel Doucet (LO, 0,76 %), lors d'un scrutin marqué par une participation de seulement 37,24%.
Toutefois, après un recours, le tribunal administratif de Melun a validé 95 bulletins qui avaient été irrégulièrement considérés comme nuls, permettant à la liste menée par Lucia Pereira d'atteindre 5,56 % des suffrages exprimés et d'avoir un élu, et réduisant de ce fait d'un siège le nombre de conseillers municipaux attribués à la liste menée par Brice Rabaste.

### Liste des maires
| Période          | Période                       | Identité           | Étiquette             | Qualité |
| ---------------- | ----------------------------- | ------------------ | --------------------- | --- |
| 23 août 1944     | 19 février 1945               | Charles Schlosser  |                       | Comptable puis contrôleur de la SNCF Démissionnaire |
| 6 mai 1945       | 24 septembre 1945             | Georges Digoy      | PCF                   | Contrôleur des contributions indirectes Décédé en fonction |
| 17 novembre 1945 | 26 octobre 1947               | René Caminade      | PCF                   | Mécanicien |
| 26 octobre 1947  | 26 décembre 1948              | Camille Lallée     | RPF                   | Comptable Démissionnaire |
| 26 décembre 1948 | 10 mai 1953                   | Marcel Lestat      | RPF puis Rad.         | Administrateur RATP Conseiller général de Lagny-sur-Marne (1949 → 1955) |
| 10 mai 1953      | 8 avril 1956                  | Charles Tourel     |                       | Dirigeant d'entreprise Démissionnaire |
| 8 avril 1956     | 4 décembre 1959               | Robert Bonnard     | UNR                   | Inspecteur d'assurances Démissionnaire |
| 15 décembre 1959 | 27 mars 1977                  | Guy Rabourdin      | UNR puis UDR puis RPR | Industriel Député de Seine-et-Marne (2e circ.) (1962 → 1973) Conseiller général de Chelles (1964 → 1976) Conseiller régional d'Île-de-France                                                                      |
| 27 mars 1977     | 23 mars 1983                  | Gérard Bordu       | PCF                   | Électricien EDF Député de Seine-et-Marne (2e circ.) (1973 → 1981) Conseiller général de Vaires-sur-Marne (1976 → 1979)                                                                                            |
| 23 mars 1983     | 18 juin 1995                  | Charles Cova       | RPR                   | Capitaine de vaisseau honoraire Député de Seine-et-Marne (7e circ.) (1993 → 2007) Conseiller général de Chelles (1982 → 1994)                                                                                     |
| 18 juin 1995     | 5 avril 2014                  | Jean-Paul Planchou | PS                    | Économiste Député de Seine-et-Marne (7e circ.) (1988 → 1993) Conseiller régional d'Île-de-France (1998 → 2021) |
| 5 avril 2014,    | En cours (au 19 juillet 2021) | Brice Rabaste      | UMP puis LR           | Chef de cabinet Conseiller départemental de Chelles (2015 → ) 3e vice-président du conseil départemental (2021 → ) 3e vice-président de la CA Paris - Vallée de la Marne (2020 → ) Réélu pour le mandat 2020-2026 |

### Jumelages
| Ville | Ville  | Pays | Pays      | Période                 |
| ----- | ------ | ---- | --------- | ----------------------- |
|       | Lindau |      | Allemagne | depuis le 25 avril 1964 |

## Population et société

### Démographie
L'évolution du nombre d'habitants est connue à travers les recensements de la population effectués dans la commune depuis 1793. Pour les communes de plus de 10 000 habitants les recensements ont lieu chaque année à la suite d'une enquête par sondage auprès d'un échantillon d'adresses représentant 8 % de leurs logements, contrairement aux autres communes qui ont un recensement réel tous les cinq ans,.

En 2022, la commune comptait 54 372 habitants, en évolution de +0,32 % par rapport à 2016 (Seine-et-Marne : +3,92 %, France hors Mayotte : +2,11 %).
| 1793  | 1800 | 1806  | 1821  | 1831  | 1836  | 1841  | 1846  | 1851  |
| ----- | ---- | ----- | ----- | ----- | ----- | ----- | ----- | ----- |
| 1 110 | 865  | 1 241 | 1 179 | 1 413 | 1 557 | 1 632 | 1 700 | 1 700 |

| 1856  | 1861  | 1866  | 1872  | 1876  | 1881  | 1886  | 1891  | 1896  |
| ----- | ----- | ----- | ----- | ----- | ----- | ----- | ----- | ----- |
| 1 770 | 1 914 | 2 165 | 2 150 | 2 500 | 2 702 | 3 001 | 2 911 | 3 414 |

| 1901  | 1906  | 1911  | 1921  | 1926  | 1931   | 1936   | 1946   | 1954   |
| ----- | ----- | ----- | ----- | ----- | ------ | ------ | ------ | ------ |
| 3 952 | 4 683 | 5 367 | 6 805 | 9 716 | 13 158 | 14 658 | 14 378 | 19 539 |

| 1962   | 1968   | 1975   | 1982   | 1990   | 1999   | 2006   | 2011   | 2016   |
| ------ | ------ | ------ | ------ | ------ | ------ | ------ | ------ | ------ |
| 28 382 | 33 281 | 36 516 | 41 838 | 45 365 | 45 399 | 48 616 | 52 817 | 54 196 |

| 2021   | 2022   | - | - | - | - | - | - | - |
| ------ | ------ | - | - | - | - | - | - | - |
| 54 309 | 54 372 | - | - | - | - | - | - | - |

Cette accroissement continu de la population est le fruit d'une forte vitalité économique et sociale, ainsi que d'un bon réseau de transports facilitant les liaisons avec Paris et les principaux pôles d'activité de la région. Le seuil des 50 000 habitants a été franchi en 2007 avec 51 035 habitants.

### Enseignement

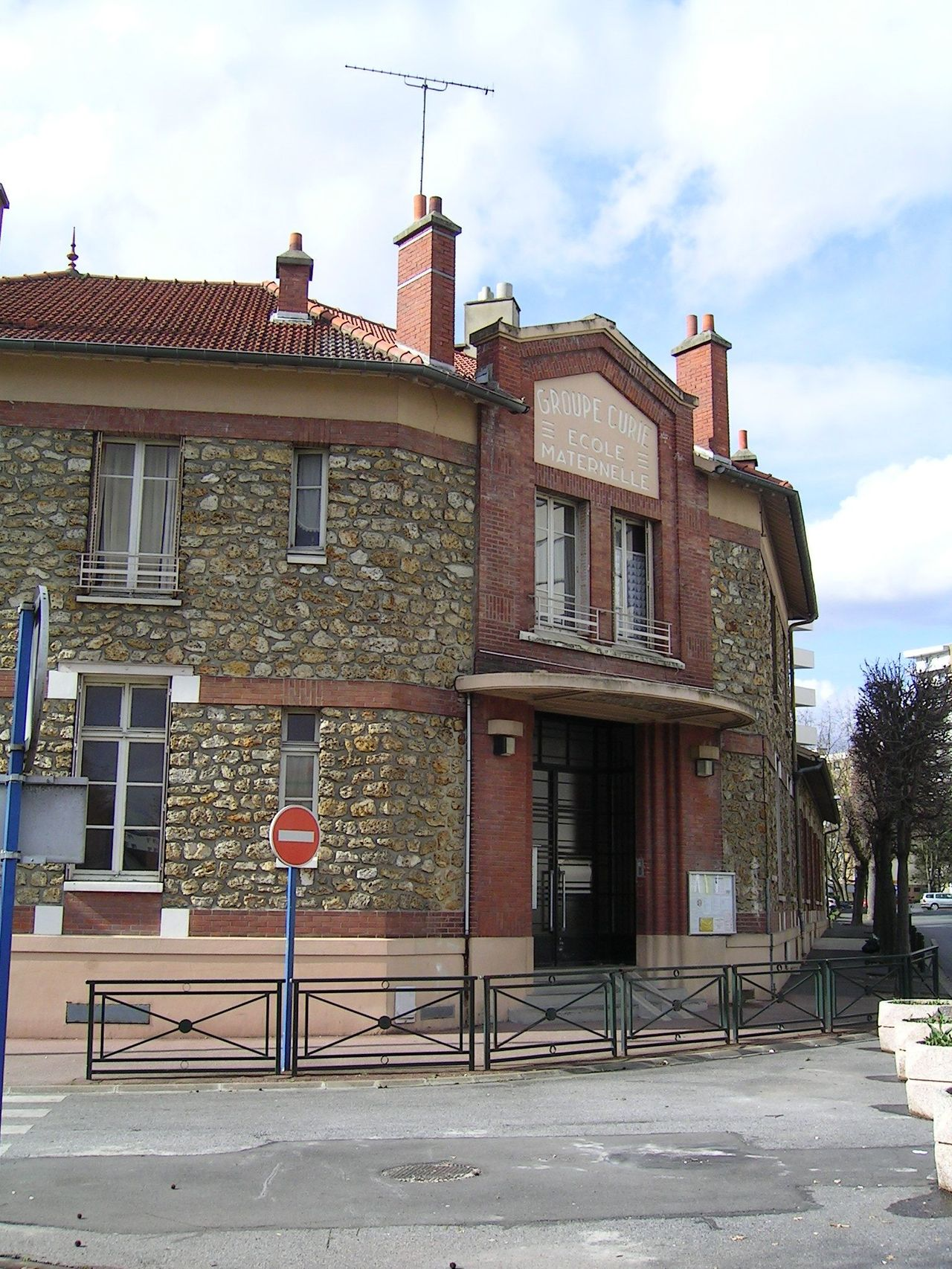
École maternelle Curie.

Jusqu'à la Révolution, l'instruction était dispensée par un maître d'école, nommé et payé par l'abbaye, ou par les sœurs de Nevers, arrivées à Chelles en 1722. À partir de 1796, un instituteur est nommé par le conseil municipal. En 1833, l'école communale reçoit soixante-quatre élèves (soixante garçons et quatre filles). En 1848, l'école cesse d'être mixte. Une école des garçons est construite en 1861, pouvant accueillir cent trente élèves.
Entre les deux guerres mondiales, les écoles se sont multipliées. En 1936, deux mille cent cinquante élèves fréquentent six groupes scolaires.
Actuellement, la ville compte quarante-et-un établissements scolaires, publics ou privés. L'événement majeur de l'année 2005 a été l'ouverture de la nouvelle école maternelle « Les Tournelles-Rabourdin » avec son centre de loisirs. Lors de la rentrée scolaire 2005-2006, la ville comptait 12 177 élèves dans les écoles publiques et 1 076 dans les écoles privées, à raison de 2 219 enfants en maternelle, 3 439 en école primaire, 2 696 au collège et 3 823 au lycée.
Les différentes écoles sont gérées par le district scolaire de Chelles qui recouvre l'ancienne communauté d'agglomération de Marne et Chantereine ainsi que les communes du Pin et de Villevaudé. Le district a son siège à l'école Alexandre-Bickart. Il dépend du Rectorat de l'Académie de Créteil.
Le lycée Gaston Bachelard a été construit à la fin des années 1960, il propose un enseignement général et technologique ( séries STMG et STI2D)

#### Vie universitaire
Du fait de sa bonne desserte en transports en commun, Chelles est une ville où de nombreux étudiants seront amenés à loger. Dans cette perspective, la commune fait construire plusieurs logements réservés à cette future population.

### Équipements culturels
- Le musée municipal Alfred-Bonno.
- La médiathèque Jean-Pierre-Vernant, ouverte en 2013, a remplacé la bibliothèque Georges-Brassens.
- Le conservatoire municipal accueille environ 780 élèves par an autour de plusieurs dizaines de disciplines musicales.
- Le théâtre de Chelles offre différentes disciplines et représentations de l’art scénique — théâtre, danse, humour, musique ou variété.
- L'université Inter-Âges qui permet l’accès au savoir et à la connaissance à un large public.
- Les Églises - centre d'art contemporain, issu du réaménagement des deux églises mitoyennes, Sainte-Croix et Saint-Georges, par le designer Martin Szekely et l'architecte Marc Barani, propose des pratiques artistiques contemporaines sur les notions de territoire (architectural, urbain, historique ou encore paysager).
- L'école municipale des arts plastiques Guy-Pierre Fauconnet (EMAP).
- Les Cuizines, scène de musique actuelle de Chelles depuis 2002.

### Santé
Chelles abrite[Quand ?] une clinique, un institut médico-éducatif, un centre de protection maternelle et infantile, quatre laboratoires d'analyses médicales, deux centres de radiologie, et quatre cliniques vétérinaires. La commune compte[Quand ?] trente médecins généralistes, soixante-neuf médecins spécialisés, cinquante-deux auxiliaires médicaux, et quinze pharmacies[réf. nécessaire].
Les centres hospitaliers les plus proches sont le centre hospitalier intercommunal Le Raincy-Montfermeil (Montfermeil), l'hôpital privé Marne-Chantereine (Brou-sur-Chantereine) et le centre hospitalier de Marne-la-Vallée (Jossigny).

### Sports

#### Équipes sportives
De nombreuses équipes sportives regroupées en clubs sont présentes à Chelles : le bicross club, l'arc club, le club d'athlétisme (un des meilleurs clubs français), l'aéro club, le club de badminton, le club de basket-ball, le club de cyclotourisme, le club de football, le club de moto, et le club de plongée. De même, de nombreuses associations sportives offrent des cours d'aïkido, d'arts martiaux, de boxe anglaise (club reconnu), de hockey, de judo, de karaté, de lutte, d'athlétisme, de 4x4[Quoi ?], de culturisme, de bowling, de canoë-kayak, de course à pied, de cyclisme, de danse, d'escalade, d'échecs, de gymnastique, de natation, de Pancrace, de pétanque, de roller, de rugby, de tennis de table, ou encore de yoga. La mi-temps, équipement consacré à l'information des sports et des métiers du sport.

### Cultes

#### Culte catholique
- Église Saint-André (rue Jean-Veron)
- Chapelle Sainte-Bathilde (avenue de la Résistance)
- Salle la Roseraie relais paroissial (rue Pérotin)

#### Culte orthodoxe
- Paroisse Saint-Séraphin de Sarov, avenue de l'Étoile d'Or

#### Culte protestant
- Église réformée, avenue Albert-Caillou
- Église protestante évangélique, 20 avenue de la résistance[78]

#### Autres cultes
- Culte israélite :
  - Synagogue, rue des Anémones
- Culte musulman :
  - Mosquée, plaine de jeux des Coudreaux
- Bouddhisme[79] :
  - Centre Thar Deu Ling, Le Noirhard, rue du Bel-Air

#### Cimetières
La commune dispose de deux cimetières :
- le cimetière ancien
- le cimetière nouveau

### Associations
De nombreuses associations sont présentes à Chelles : associations de quartiers, associations pour la jeunesse, associations de santé, associations pour l'emploi,
associations culturelles, et associations sportives.
Sur l'aérodrome de Chelles - Le Pin, plusieurs aéroclubs sont construits, dont l'aéroclub de la région de Chelles et l'aéroclub Lucien-Bossoutrot et leurs écoles de pilotage.
Chelles compte une antenne conséquente du Secours Populaire, ainsi que d'autres associations de charité et de solidarité, telles qu'Une main tendue aux sans-abris, ou encore Ad Astra.

### Manifestations culturelles et festivités
- Foire Photo, Ciné, Son est l'une des plus importantes foires de France, dans le domaine du matériel photo de collection et d'occasion et est organisée depuis 33 ans[C'est-à-dire ?] par l'association Chelles Audiovisuel. Elle a lieu tous les ans à mi-mars au Centre Culturel[88].
- L'art en numérique est une manifestation à la rencontre des modes d'expression de l'art numérique (chaque année au mois de mars).[réf. nécessaire]
- Le floréal est un événement regroupant des rencontres, des débats, des forums, des représentations théâtrales, des danses autour d'un thème différent chaque année (au mois de mai, en rapport avec le mois floréal).[réf. nécessaire]
- La braderie (une des plus anciennes de la région parisienne) se déroule l'avant-dernier dimanche de juin[réf. nécessaire].
- Le livre en fête : chaque année, au mois d'octobre, la commune fête le livre. La bibliothèque offre alors une exposition regroupant des œuvres, des souvenirs, des témoignages sur un thème donné[réf. nécessaire].
- Le téléthon se déroule tous les ans, au début de décembre, et différents défis, activités sont proposés aux participants[réf. nécessaire].
- Le sidaction : différentes manifestations durant une semaine au mois de décembre de chaque année[réf. nécessaire].
- Le marché de Noël (vers la mi-décembre) est un marché couvert proposant des produits de différentes régions, célèbres pour leurs marchés de Noël : Alsace, etc[89].
- La cosa cup et le V7 teenage tour, des compétitions internationales de skateboard[réf. nécessaire].

### Média - Presse
Chelles fait partie de la zone de chalandise de :
- La Marne, hebdomadaire paraissant le mercredi, qui couvre le nord du département de Seine-et-Marne et comporte plusieurs éditions dont une pour Chelles.

Chelles est couvert par :
- Vallée FM[90], une radio locale,
- Radio Recc[91], une radio web créée par des étudiants de l'Université Paris-Est Marne-la-Vallée,

Les Chellois reçoivent également plusieurs gazettes institutionnelles :
- Chelles mag, magazine mensuel de la Ville,
- CommUneAgglo, magazine trimestriel de la communauté d'agglomération Paris - Vallée de la Marne.

## Économie

### Revenus de la population et fiscalité
En 2018, le nombre de ménages fiscaux de la commune était de 21 960 (dont 61 % imposés), représentant 57 433 personnes et la médiane du revenu disponible par unité de consommation de 22 430 euros.

### Emploi
En 2017, le nombre total d’emplois dans la zone était de 14 159, occupant 23 602 actifs résidants.
Le taux d'activité de la population (actifs ayant un emploi) âgée de 15 à 64 ans s'élevait à 66,6 % contre un taux de chômage de 9,2 %.
Les 24,2 % d’inactifs se répartissent de la façon suivante : 10,7 % d’étudiants et stagiaires non rémunérés, 5,3 % de retraités ou préretraités et 8,2 % pour les autres inactifs.

### Entreprises et commerces

#### Historique
Pendant des siècles, Chelles était réputé pour son vignoble et son agriculture (blé, orge, seigle, sarrasin, avoine...). À partir du XIXe siècle, de petites industries commencèrent à s'implanter. L'extraction de plâtre connaît alors un grand essor, grâce notamment au développement du chemin de fer, permettant le transport du plâtre vers différentes usines[réf. nécessaire].
Au sortir de la Seconde Guerre mondiale, Chelles doit reconstruire. L'essor démographique est constant, mais l'emploi ne calque en aucun cas cet essor. Il faut attendre 1959, avec l'ouverture de l'avenue Sylvie puis 1964, avec la création de la zone industrielle de la Trentaine entre le triage de Chelles-Vaires et le canal de Chelles, pour voir des emplois se créer. À cette époque, la particularité de la commune tient dans le fait qu'elle garde, au monts de Chalats, une zone agricole, de deux cent quatre-vingt-dix hectares[réf. nécessaire].

#### AuXXIesiècle

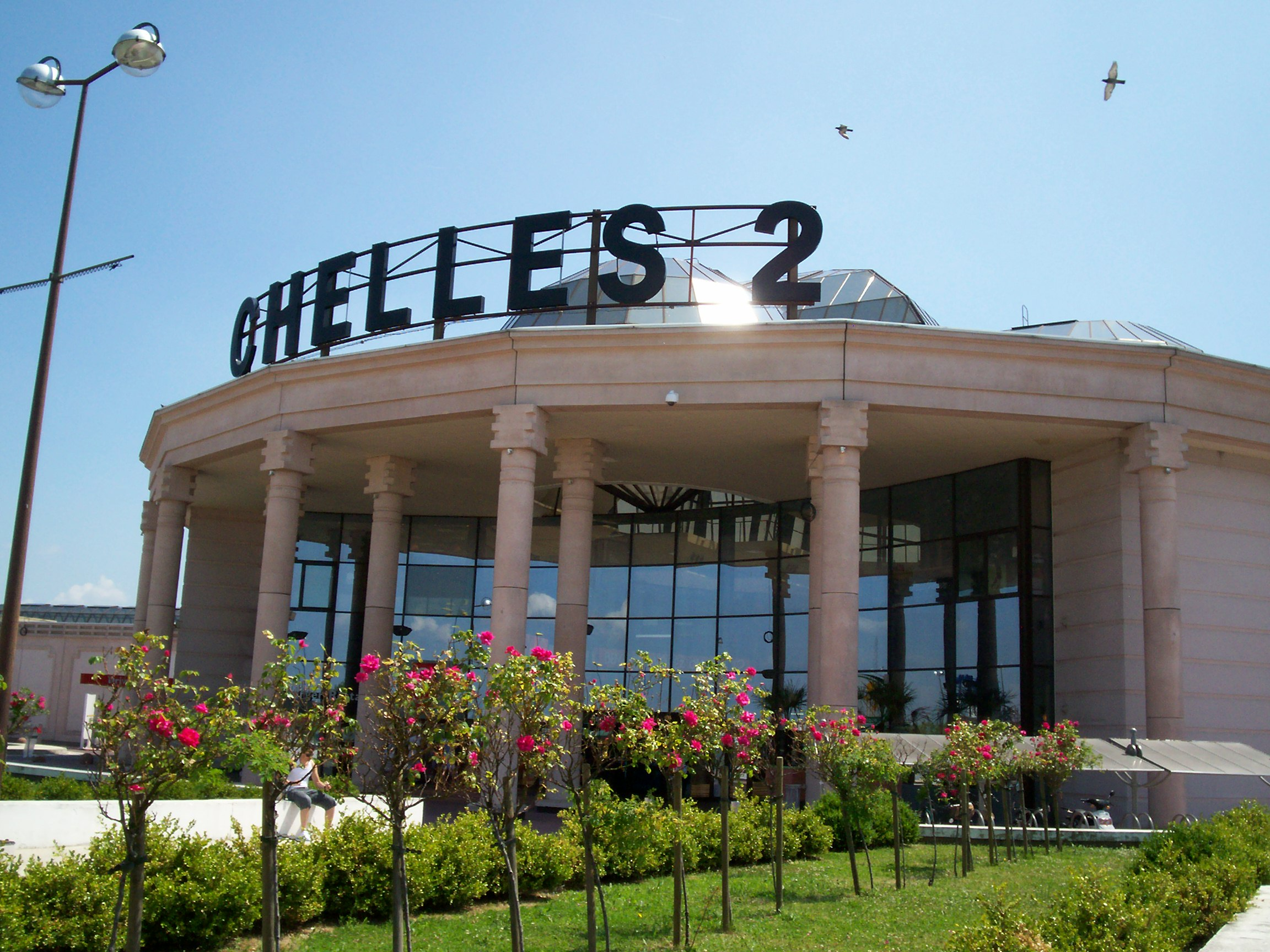
Le centre commercial Terre-Ciel, alors Chelles 2.

Au 31 décembre 2015, Chelles comptait 3 955 établissements : 3 dans l’agriculture-sylviculture-pêche, 166 dans l'industrie, 650 dans la construction, 2 650 dans le commerce-transports-services divers et 486 étaient relatifs au secteur administratif.
En 2015, 472 entreprises ont été créées à Chelles, dont 284 par des autoentrepreneurs.
En 1996, a ouvert le centre commercial Chelles 2, devenu Terre-Ciel en janvier 2014. En 1999, a été créé un Club Ville Entreprises de Chelles qui est composé de 29 sociétés membres. Ce club permet aux participants de réfléchir, de construire des projets provoquant des actions homogènes et cohérentes, et promouvant une image qualitative des entreprises et de la ville. Depuis 1969, l'eau de source Chantereine puisée d'une nappe phréatique particulièrement bien protégée située à 100 mètres de profondeur sous le quartier Chantereine, a longtemps été exploitée et vendue en bouteille sous le nom Chantereine avant d'être rachetée par une société d'exploitation d'eau embouteillée qui la commercialise depuis sous son nom de marque[réf. nécessaire].
Actuellement, la commune est un site attractif pour l'activité économique, de par sa localisation entre Paris et Marne-la-Vallée, et à proximité de l'aéroport Roissy-CDG. Sur les 1 630 hectares que compte la ville, une centaine d'hectares sont aménagés pour les entreprises et répartis en deux zones d'activités : la zone industrielle de la Trentaine et l'Espace d'Activités de la Tuilerie. En décembre 2006, a été créée la maison de l'emploi par regroupement en un seul espace, de différentes structures : ANPE, Service de l'emploi, la mission locale pour l'emploi des jeunes, un espace d'information et d'orientation, un centre de formation. Ce lieu se situe en face des Assedic, et à 500 mètres de la gare. La maison de l'emploi héberge aujourd'hui le Pôle emploi.
En 2019, le nombre d’unités légales et d’établissements (activités marchandes hors agriculture. ) par secteur d'activité était de 3 484 dont 154 dans l’industrie manufacturière, industries extractives et autres, 666 dans la construction, 1 120 dans le commerce de gros et de détail, transports, hébergement et restauration, 160 dans l’Information et communication, 90 dans les activités financières et d'assurance, 90 dans les activités immobilières, 531 dans les activités spécialisées, scientifiques et techniques et activités de services administratifs et de soutien, 397 dans l’administration publique, enseignement, santé humaine et action sociale et 276 étaient relatifs aux autres activités de services.
En 2020, 857 entreprises ont été créées sur le territoire de la commune, dont 682 individuelles.
Au 1er janvier 2021, la commune disposait de 155 chambres d’hôtels dans 3 établissements et ne possédait aucun terrain de camping.

## Culture locale et patrimoine

### Monuments et lieux remarquables
La commune compte trois monuments répertoriés à l'inventaire des monuments historiques (Base Mérimée) :
- Espace vert dit jardin de l'abbaye Notre-Dame (état d’origine détruit)  Inscrit MH[99] ;
- Ancienne abbaye royale Abbaye de Chelles(1à 11, 21, 23 rue Louis-Eterlet ; 2bis, 4 rue Adolphe-Besson),  Inscrit MH[100] ;
- Monument dit de Chilpéric (vestiges) ou pierre de Chilpéric (parc du Souvenir), qui symbolise l'assassinat de Chilpéric Ier à Chelles en 584, au retour d'une chasse  Inscrit MH[101].

### Autres lieux et monuments
- Les églises Sainte-Croix et Saint-Georges, 48° 52′ 43″ N, 2° 35′ 22″ E, aujourd'hui réaménagées en centre de culture contemporaine, constituent avec les vestiges du cloître les derniers éléments encore visibles de l'abbaye de Chelles[100].
- L'église Saint-André remaniée au XVIIIe siècle, avec son chœur du XIIIe siècle, 48° 52′ 49″ N, 2° 35′ 49″ E.
- Le musée Alfred-Bonno, 48° 52′ 40″ N, 2° 35′ 28″ E, créé en 1950 à partir des donations de l'abbé Alfred Bonno, curé de Chelles, présente des objets quotidiens du Néolithique, de l’époque gauloise, romaine, médiévale et moderne (outils, armes, céramique, sarcophages, sculptures et fragments d’architecture de l’abbaye), une collection de tissus mérovingiens de la Reine Bathilde, fondatrice du monastère au VIIe siècle (manteau, tunique brodée, grande robe), des collections archéologiques, des documents sur l'abbaye de Chelles, des sépultures et des reliques royales, et des étoffes médiévales[102], des œuvres de Guy-Pierre Fauconnet (1882-1920), artiste chellois et des reproductions de cartes postales de Chelles au début du XXe siècle. Le musée est installé place de la République, dans l'ancien hôtel de ville, l'un des rares bâtiments conservés lors de la rénovation du vieux Chelles.
- Le marché 48° 52′ 33″ N, 2° 35′ 03″ E, inauguré le 30 mai 2002 :

Le premier marché de Chelles de l'époque contemporaine a été créé le 26 octobre 1850.
Il se tenait le jeudi de chaque semaine dans les rues du Corps-de-Garde et de l'Ilette dans le quartier Gambetta.
Le 19 mai 1853, le maire Félix Bignet annonce l’acquisition de 20 ares jouxtant le marché dans les clos Rosternel et Saint Martin, aux fins d’agrandissement.
En mai 1882, il est décidé de transférer le marché dans un terrain communal à gauche de l'avenue du Poncelet. Ce n'est qu'en 1890, que, malgré des accords conclus en 1884 pour un « marché fixe couvert en zinc », le projet sera réalisé, grâce au financement de Monsieur Célestin Moreux, aubergiste à Chelles.
En 1914, un nouveau marché dit « volant » est créé sur le trottoir, entre les avenues Jehan-de-Chelles et Albert Caillou, dans le quartier de la gare.
En février 1915, le marché rue Buignet est officiellement fermé à la suite des litiges relatifs à la remise en état de la construction. Néanmoins, faute de procédure,
il continuera à fonctionner et, la concession sera reprise par  Grossmann vers 1919 pour les deux marchés.
Le maire Émile Fouchard décide en mai 1935 de réunir les deux marchés, et en juillet 1937, la propriété Kollerr est acquise par la municipalité. Une construction en béton armé est édifiée. Son ouverture a lieu en janvier 1940. Des auvents métalliques installés en 1957 coté bld Chilpéric, seront détruits en 1963.
À cette date, la halle Buignet va rester sans affectation et elle sera ensuite fermée et cloisonnée puis servira de salle polyvalente (sports, spectacles, bals...).
Elle fut détruite en 1964.

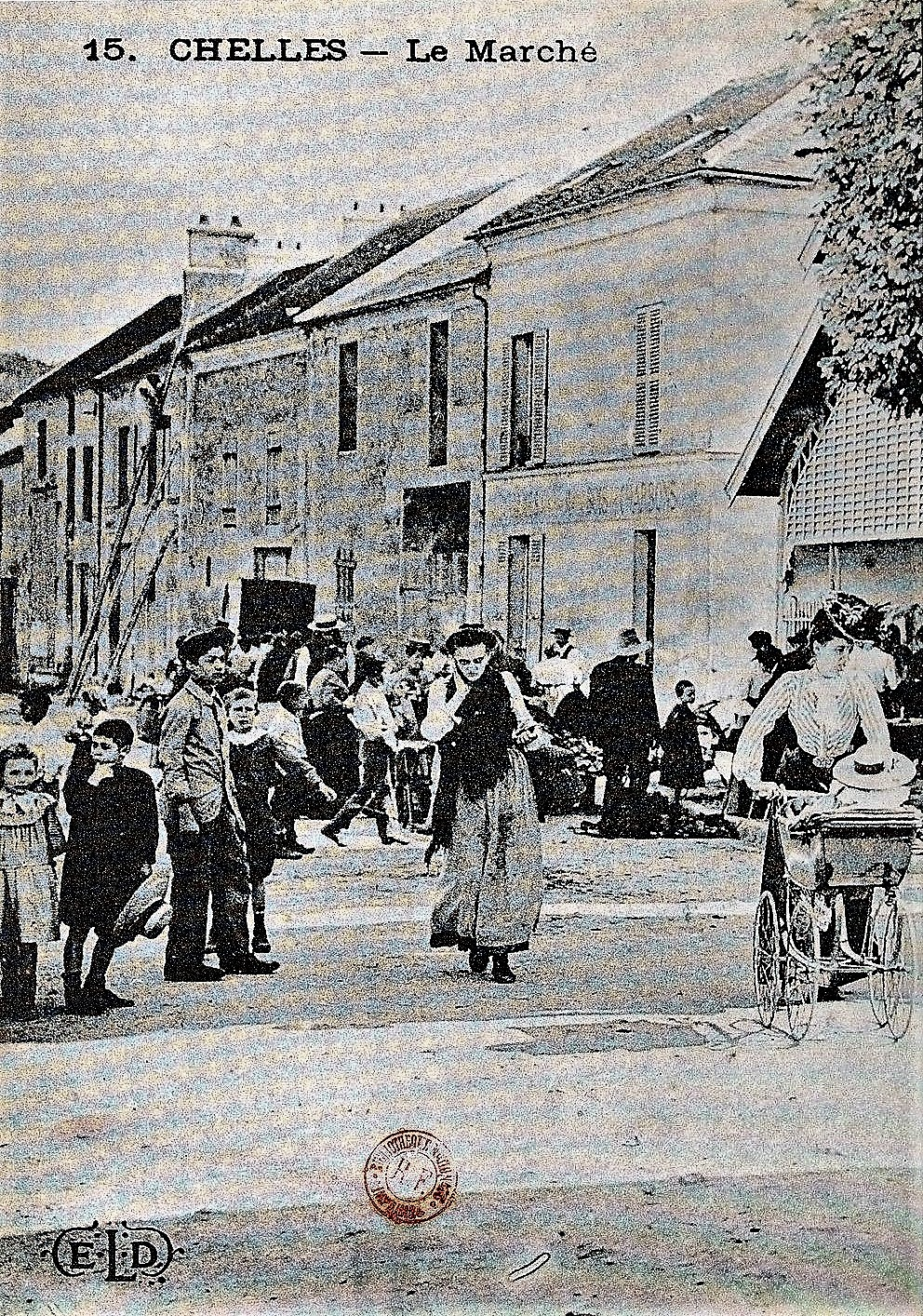
Marché du Poncelet, de 1850 à 1940.
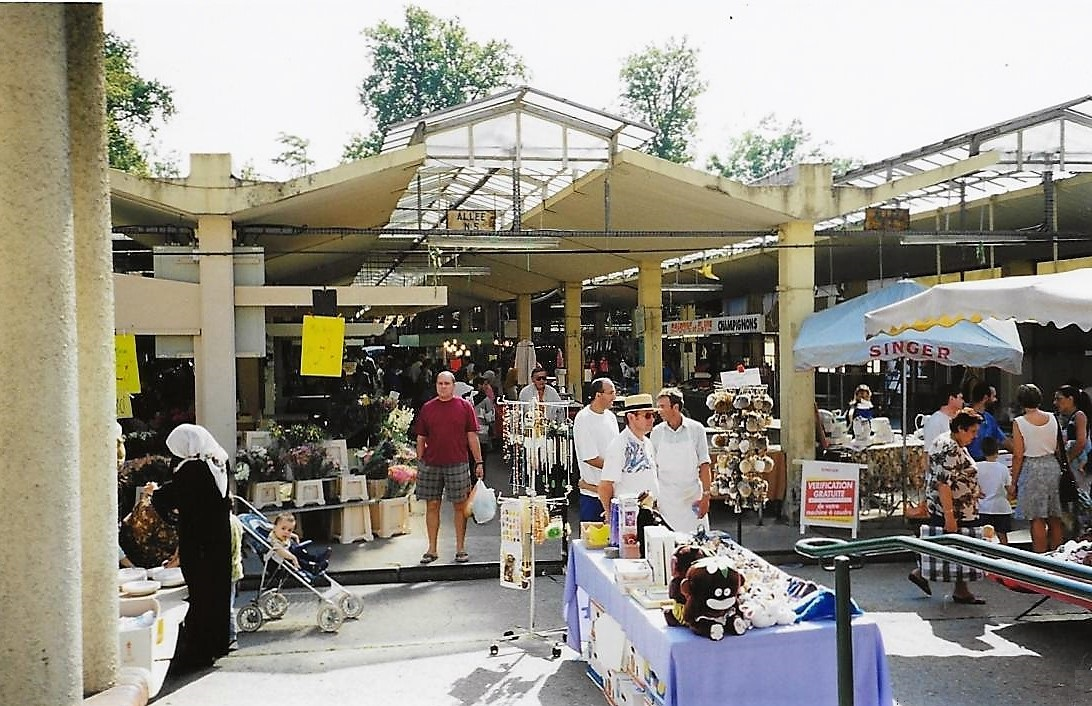
Avenue de la Résistance, de 1940 à 2002.
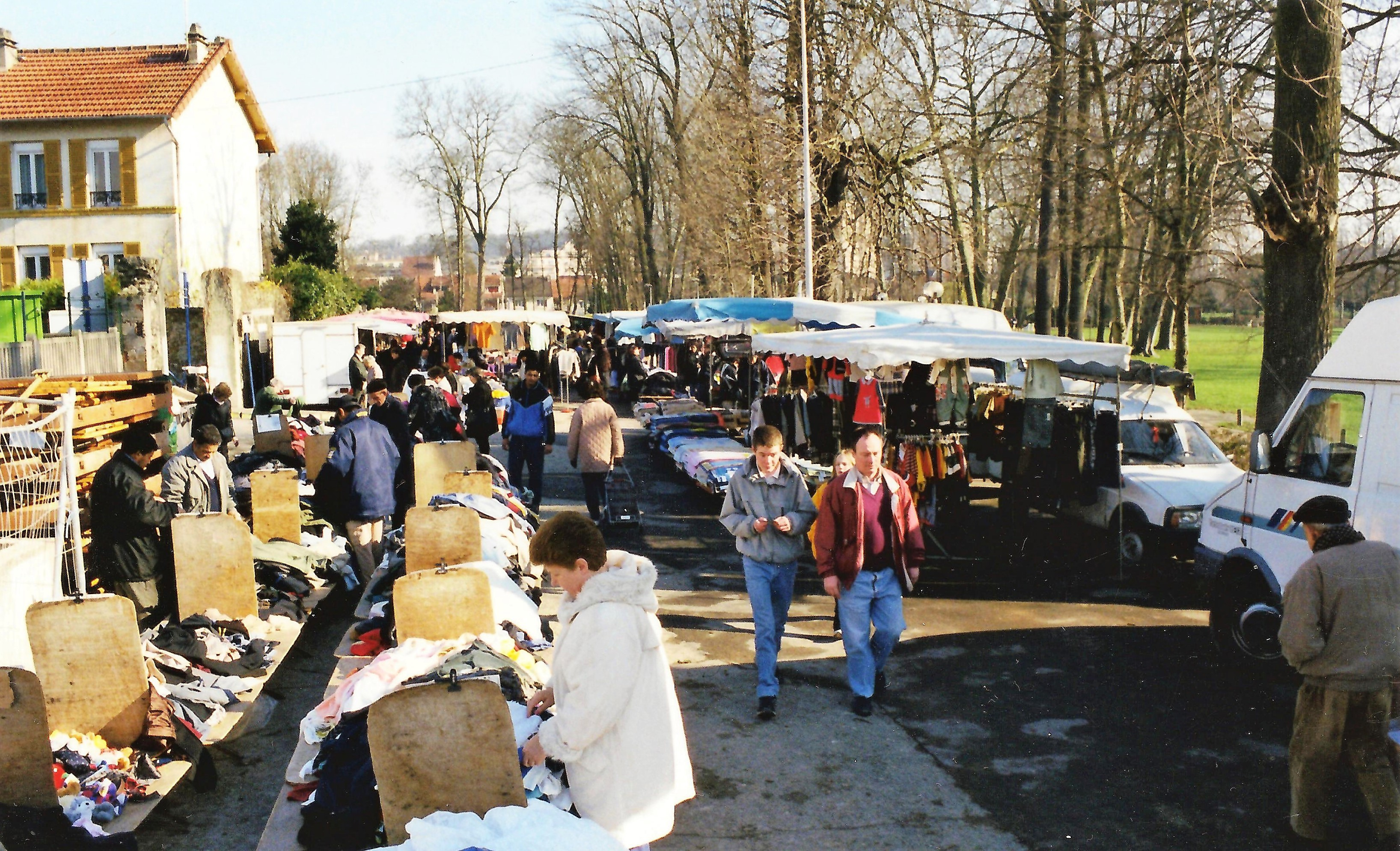
Marché provisoire Parc du Souvenir, mars 2002.
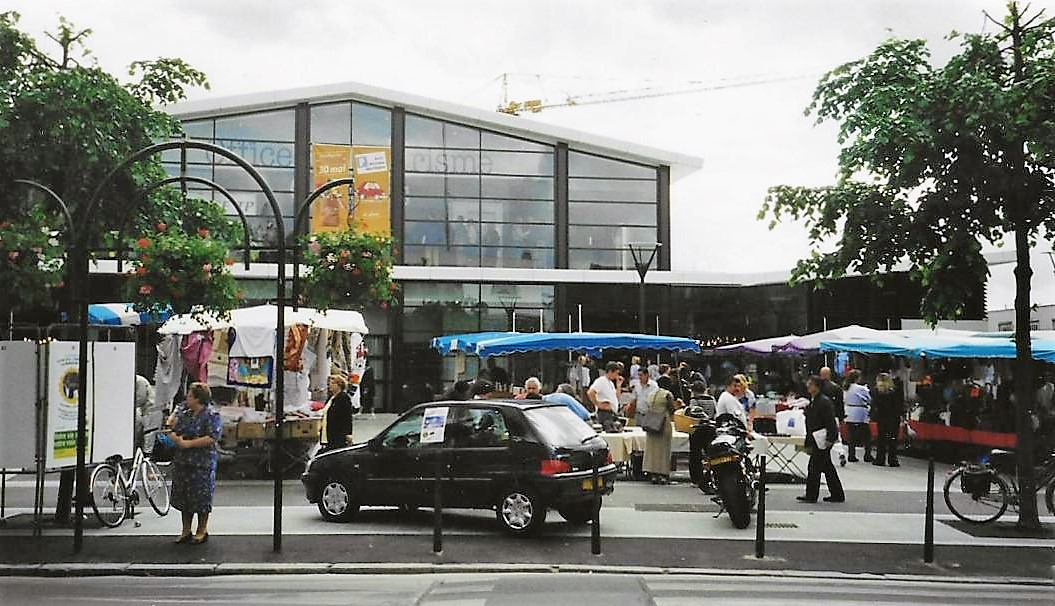
Depuis mai 2002.

- Le fort de Chelles, 48° 53′ 07″ N, 2° 35′ 39″ E, situé sur « la Montagne » de Chelles ou Mont Chalâts, a été construit de 1876 à 1878 après la guerre franco-allemande de 1870, dans le cadre du dispositif de défense de Paris. Il fait partie de la deuxième ceinture de forts des fortifications de Paris aux XIXe et XXe siècles.
- La villa Max, 48° 52′ 28″ N, 2° 34′ 59″ E, attenante à la place Gasnier-Guy, fut construite en 1889 dans le style des maisons bourgeoises de l’époque, en vogue notamment à Deauville et Étretat. Le décor du jardin environnant est travaillé en béton sculpté façon bois, dans le style des jardins romantiques, à l’image de ceux du parc des Buttes-Chaumont. Actuellement fermé au public, le site est confié à la Société Archéologique et Historique de Chelles[104] qui occupe les locaux. Les premiers travaux de nettoyage sont intervenus le 4 août 2013. La réfection de la tour carrée a été réalisée en automne 2015 et celle d’une partie des façades ouest et sud durant l'été 2018, saison au cours de laquelle le domaine est labellisé patrimoine d'intérêt régional.
- Le musée des transports urbains, interurbains et ruraux, 48° 52′ 37″ N, 2° 36′ 11″ E, est installé à Chelles depuis 2007. Il n'est pas ouvert au public, sauf lors de quelques occasions, comme les journées du patrimoine.
- L'aérodrome de Chelles - Le Pin 48° 53′ 37″ N, 2° 36′ 23″ E.
- L'hôtel de la Cave (ou ferme de la Cave) est la plus vieille construction de Chelles (carrefour des Déportés). Le bâtiment actuel était la demeure principale d'une vaste ferme qui dépendait dès 1468 de la seigneurie des Abbesses. La famille Trinquand l'y habita de 1749 à 1945, notamment Jean Louis Nicolas Trinquand, Maître des eaux et forêts de Louis XV.

En 1945, la propriété est rachetée par le prieuré de Brou pour fonder un noviciat de Religieuses. La demeure fut bénie le 30 mai 1946 par Angelo Roncalli (élu pape le 28 octobre 1958 sous le nom de Jean XXIII).
En 1957, un projet de route départementale coupant le domaine en deux, fait fuir les nonnes et la maison devient la propriété d'une société civile immobilière qui transformera l'intérieur  en appartements. La rénovation du « vieux Chelles » dans les années 1960 aura raison des derniers bâtiments de la ferme de la Cave.
- L’ancienne gendarmerie 48° 52′ 36″ N, 2° 35′ 08″ E : cette brigade de gendarmerie à cheval, située au 31 bis avenue de la Résistance (ex boulevard de la Gare), a été en fonction jusqu’en 1932, date où elle fut déplacée route de Brou. Cette petite caserne comportait des écuries dans sa cour intérieure (aujourd'hui transformées en garage)[107].
- Anciens abattoirs 48° 52′ 39″ N, 2° 36′ 21″ E : en activité de 1912 à 1955[Note 13] ; les locaux ont été repris par les ateliers municipaux[108].

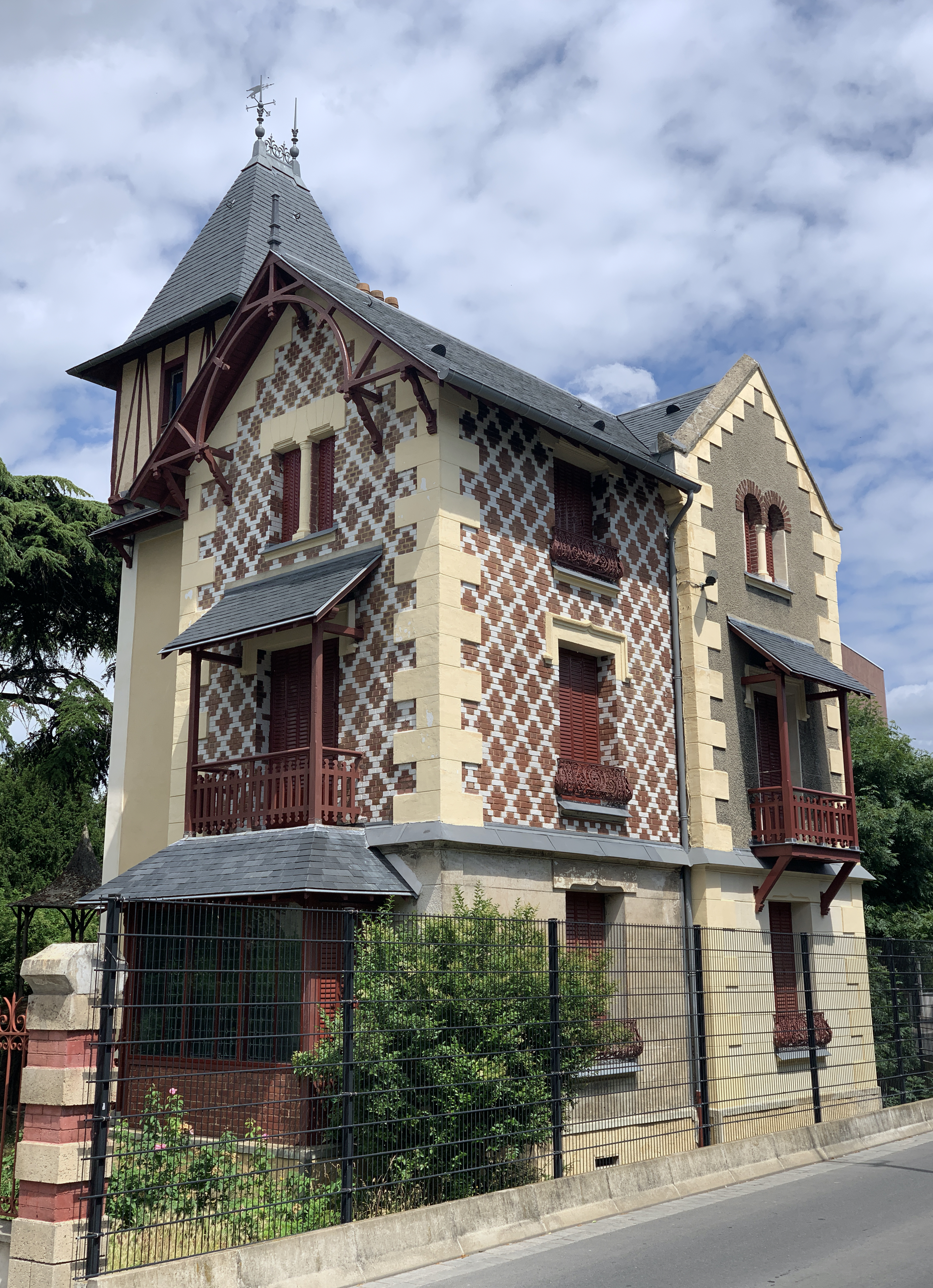
Villa Max.
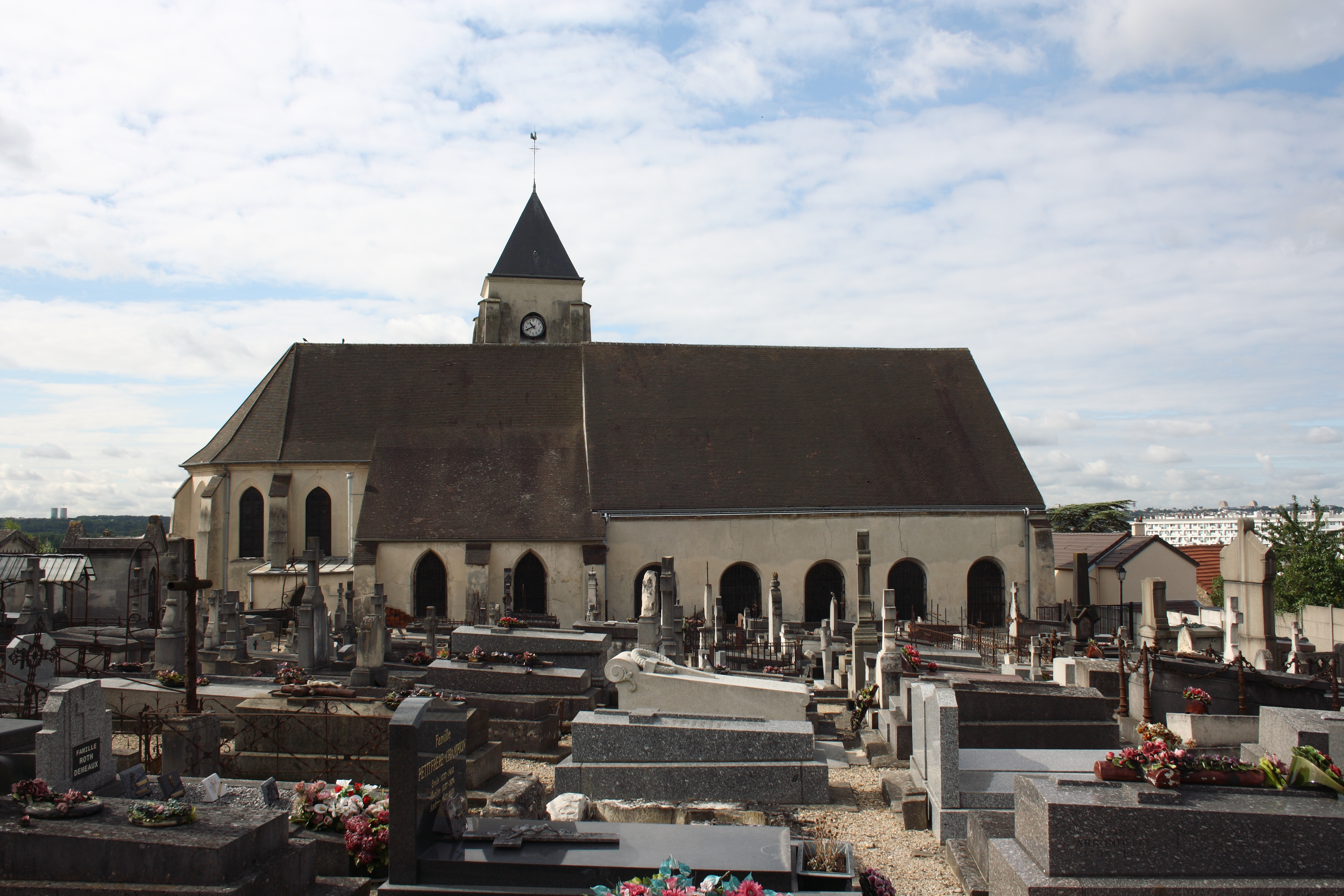
Église Saint-André de Chelles entourée du cimetière ancien.
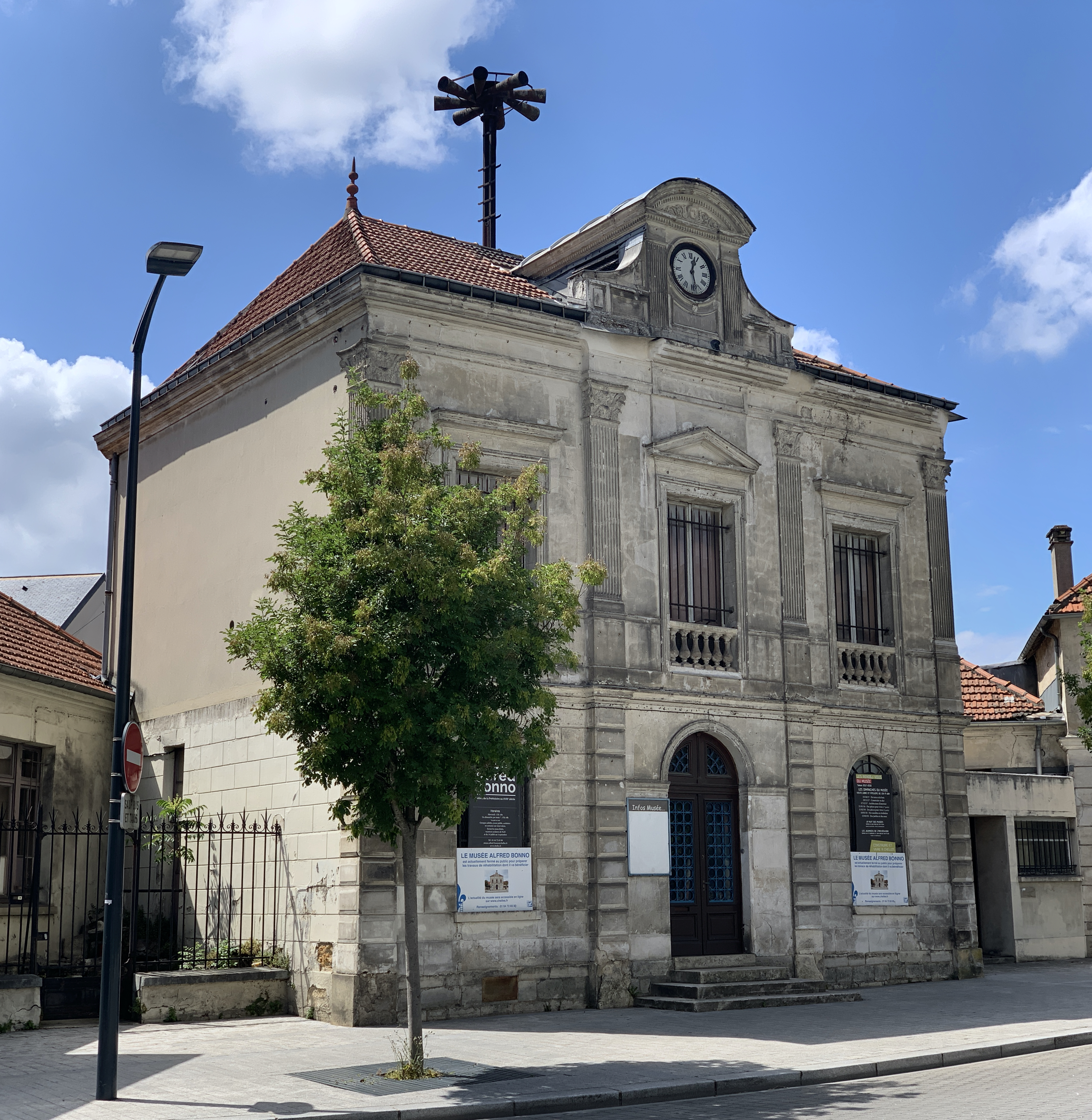
Musée Alfred-Bonno (bâtiment de l’ancien hôtel de ville).
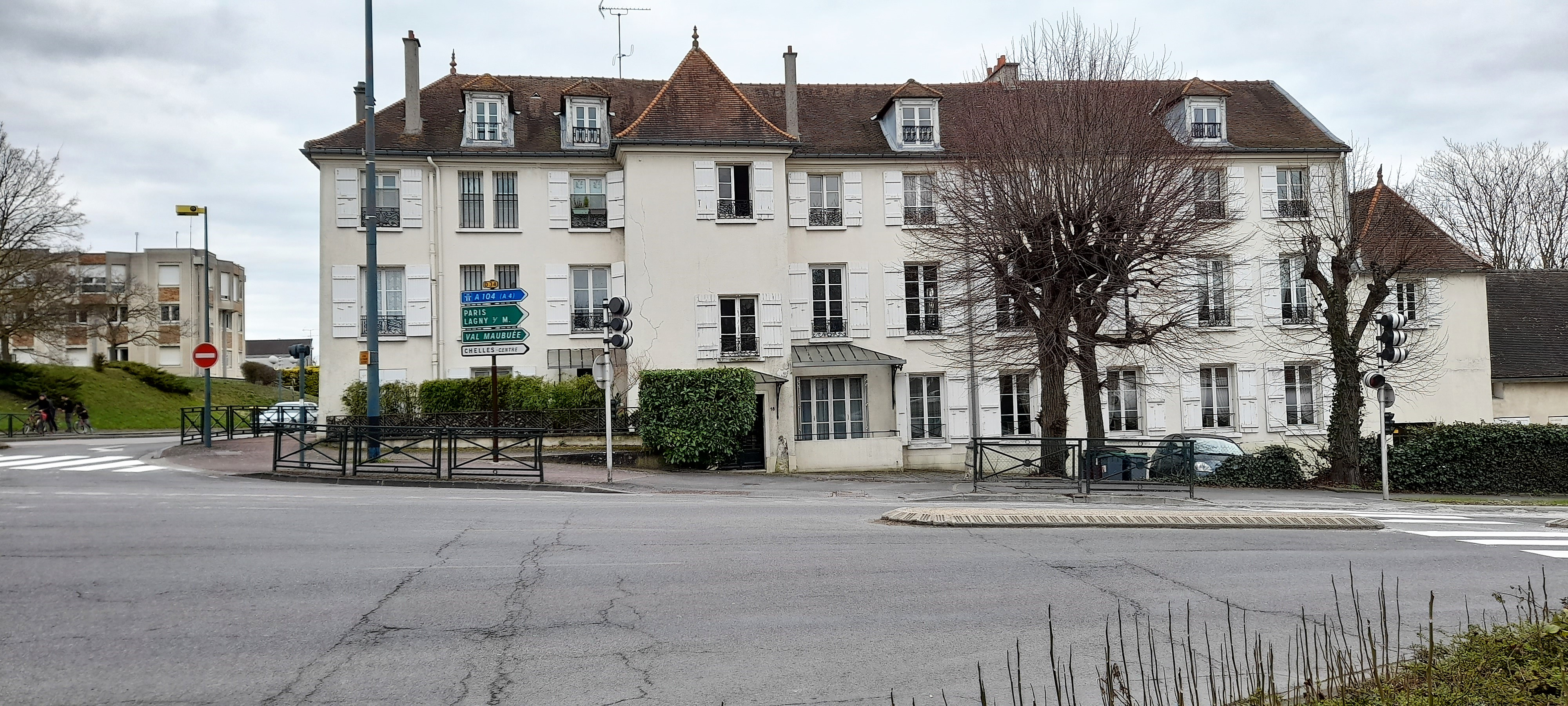
L'ancien hôtel de la cave.

### Édifices détruits et lieux disparus
- la chapelle Sainte Bathilde48° 52′ 36″ N, 2° 35′ 07″ E : Elle est désacralisée le 7 juin 2021, puis détruite à partir de juin 2021[109] ;

- Passerelle piétons avenue du Général de Gaulle 48° 52′ 11″ N, 2° 34′ 40″ E détruite fin mai 2014.
- le domaine des Tournelles 48° 52′ 35″ N, 2° 35′ 36″ E : Ancienne résidence des rois mérovingiens, propriété et métairie royale, le domaine existait avant le XVIe siècle, l'"Hostel de Tournelles" est cité en 1506 dans le cartulaire de Chelles[110]. Le château a servi de villégiature pour les enfants en vacances et a abrité dans les années 1960 une fabrique de corsets[111]. Le quartier fut totalement détruit en 2002, lors de la construction de celui de l'Aulnoy.
- la vermicellerie  48° 52′ 24″ N, 2° 35′ 17″ E : fermée en 1970[112],[Note 14].

- l'usine à gaz 48° 52′ 20″ N, 2° 35′ 17″ E, 24 rue Auguste Meunier, appartenait à la Société Industrielle du Gaz et de l'Électricité[113]. Elle a fabriqué du gaz à partir de la distillation de la houille[114] de 1890 à 1956, date où elle fut fermée, avec l'arrivée  du Gaz de Lacq[115].

Le nord de l'usine à  gaz a été racheté en 1963 par la fabrique de pâtes alimentaires voisine. Ses abords ont abrité également une filature de coton.
Actuellement, la parcelle est occupée par des logements.
- l'abreuvoir 48° 52′ 44″ N, 2° 35′ 43″ E : dans le quartier Gambetta, l'abreuvoir municipal était situé dans la rue du même nom[Note 15] (prolongé par le chemin du Grand Marais) et, au bas de la rue du Gard (aujourd'hui disparu). On pourrait le localiser aujourd'ui dans la cour de l'école maternelle Curie[116].

En activité jusqu'en 1930, dénommé "Gué du Poncelet", il était alimenté par les eaux pluviales et par un petit rû venant  du marais (disparu lors de l'implantation de la gare de triage vers 1930). Il était fréquenté par des troupeaux de moutons et des chevaux de culture ou appartenant à des commerçants
.
- la fontaine Sainte Bathilde 48° 52′ 49″ N, 2° 35′ 39″ E : Elle était située aux abords de la place Pompon[Note 16] (ancienne place de la fontaine)[118], dans le quartier Gambetta.

En 1719, Madame d'Orléans, abbesse  de Chelles fit distribuer cette eau potable dans les bâtiments de l'abbaye en utilisant un manège et des conduits souterrains. Ce dispositif était situé à droite de la fontaine dans une maison qui servit plus tard d'habitation aux Sœurs de Nevers, au curé et à l'instituteur quand elle devint, après la Révolution, la première école communale de la ville.
En 1762, un lavoir public y fut construit. La première pierre fut posée par l'abbesse Madame de Clermont (Anne de Clermont-Gessan de Chaste).
À la fin des années 1960, le lavoir disparut dans les égouts... et, la place remplacée par un rond-point pour les voitures...

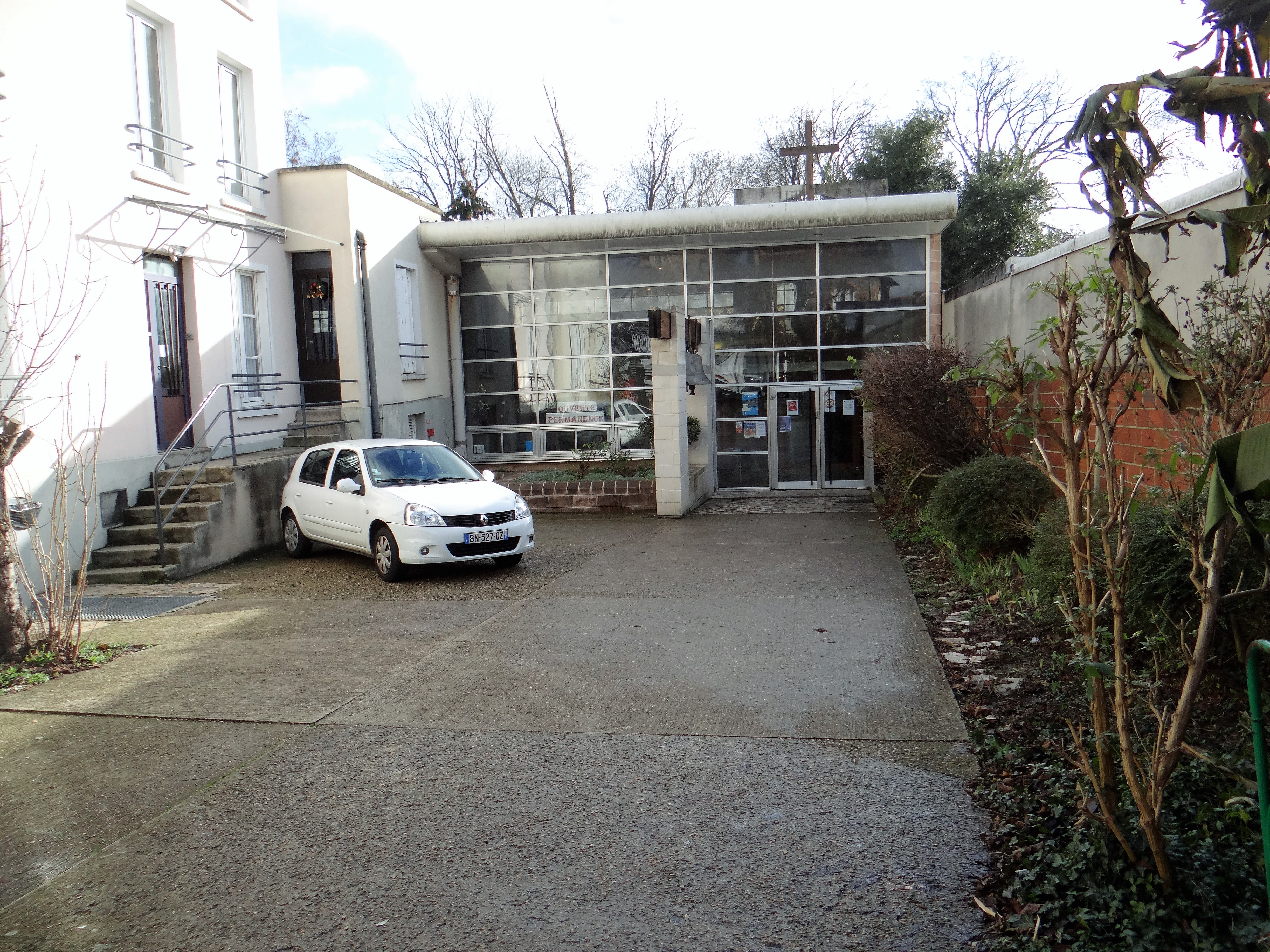
Chapelle Sainte Bathilde, entrée avenue de la Résistance.
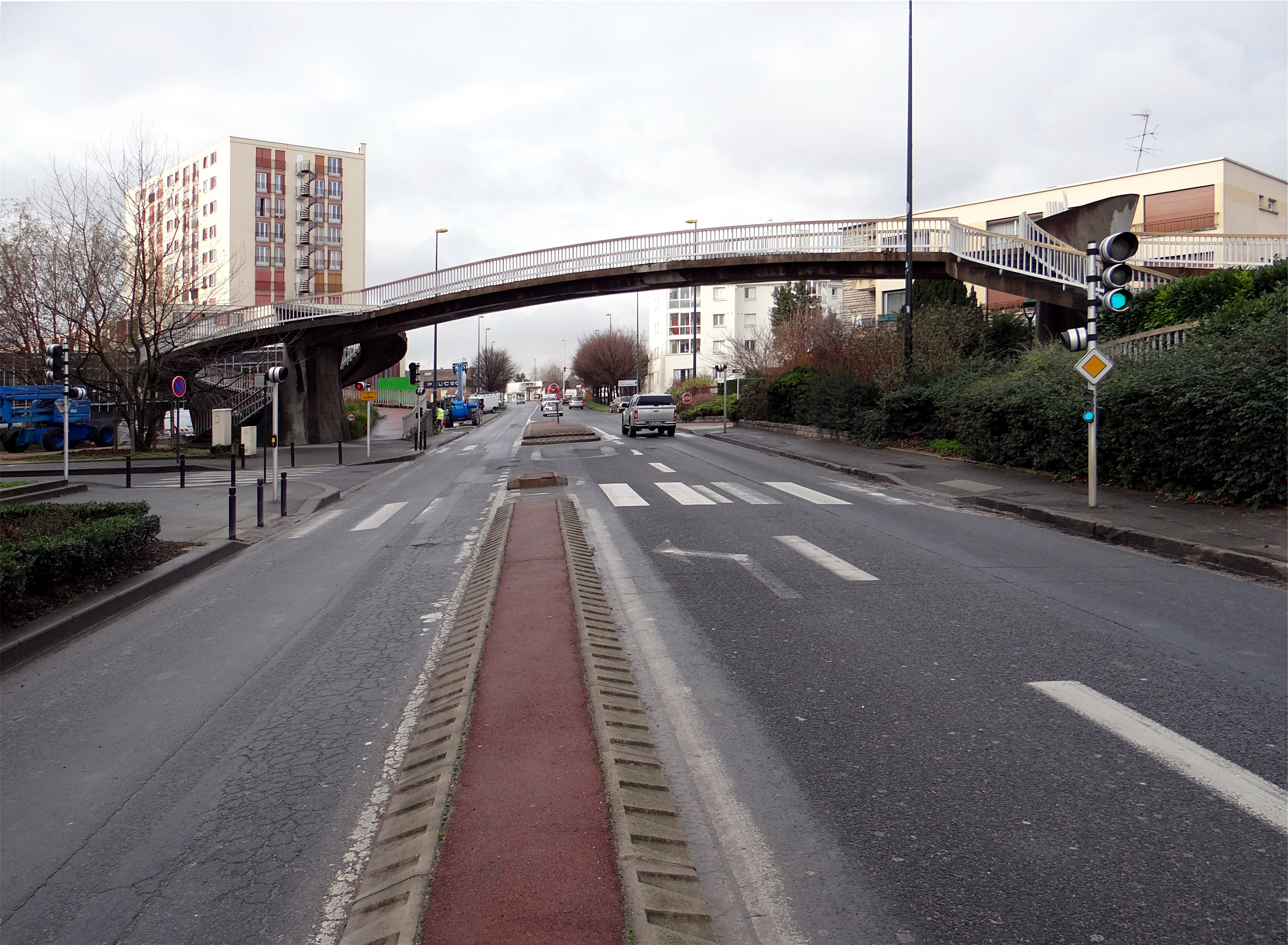
Passerelle avenue du Général de Gaulle.
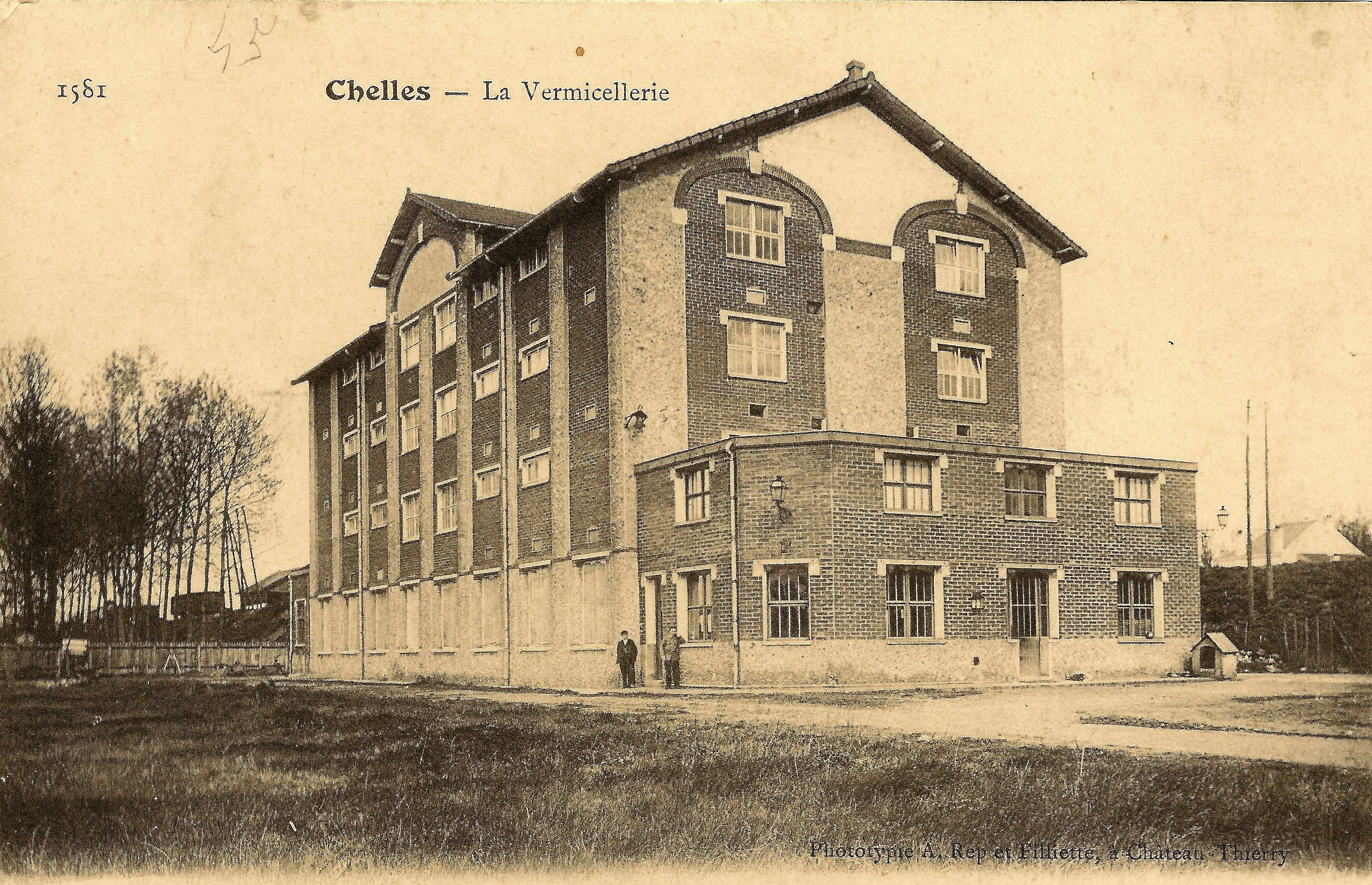
La vermicellerie.
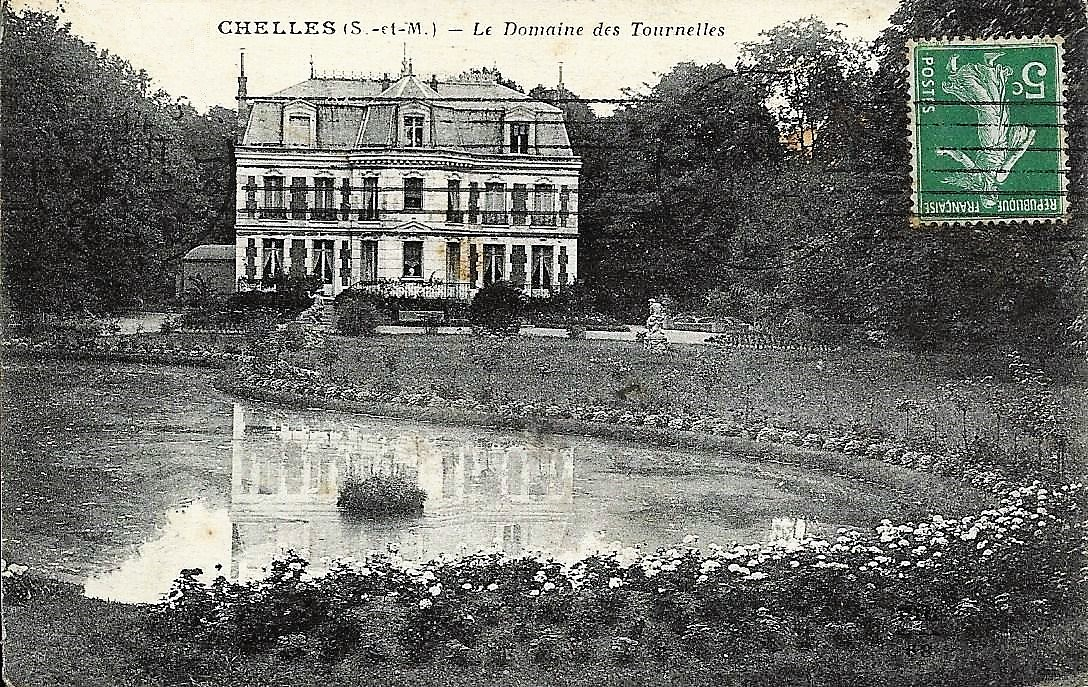
Le château des Tournelles

### Personnalités liées à la commune

#### Autorités civiles - Militaires - Religieux
Cette section comprend : Souverains - Gouvernants, hommes politiques - Militaires, résistants - Religieux,

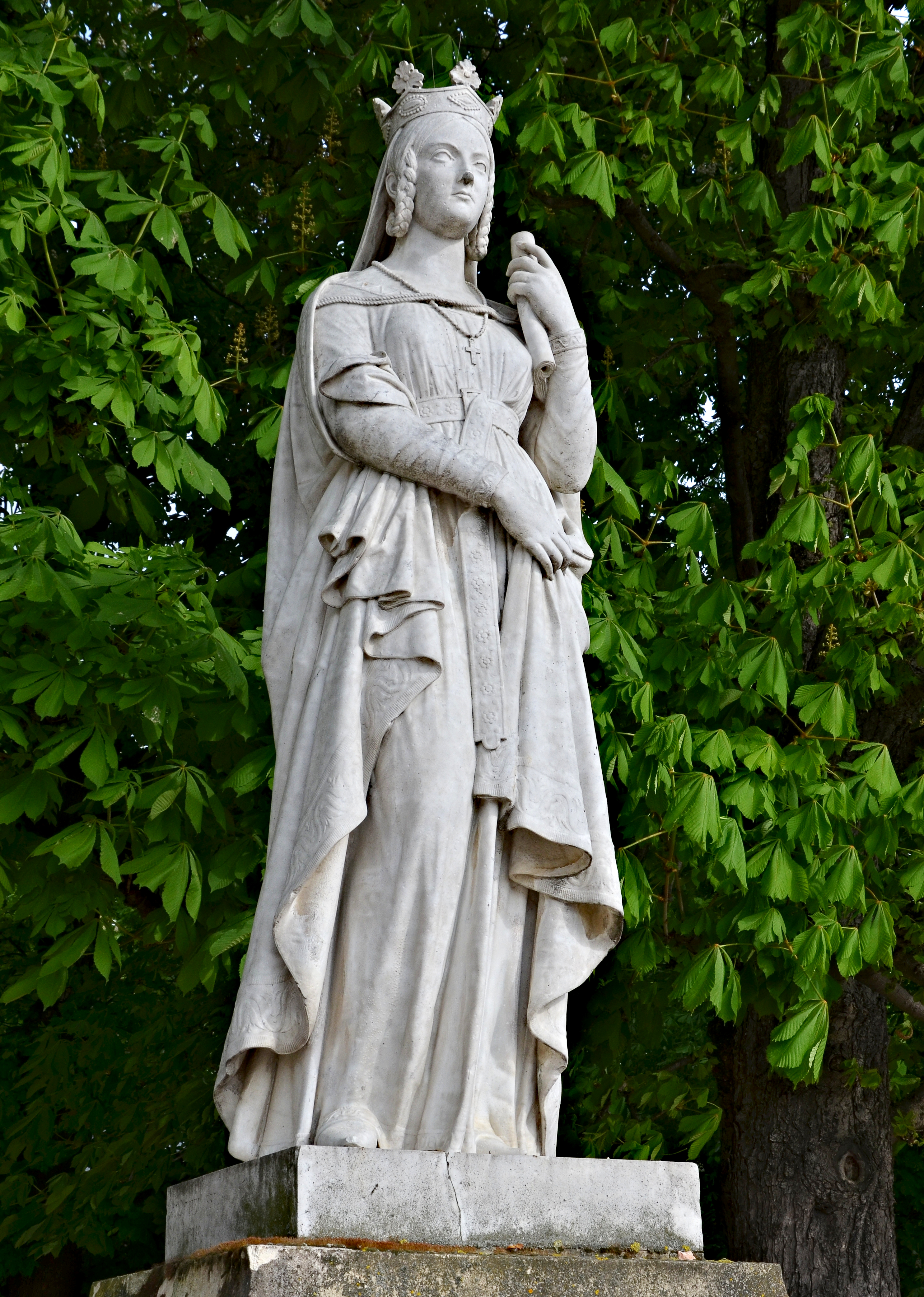
Sainte-Bathilde, Jardin du Luxembourg, Paris.

- Clovis : devenu roi des Francs saliens, séjourne à Chelles au gré de ses déplacements. Quelques années plus tard, sa veuve, Clotilde, s'y retire et fonde un petit monastère de femmes.
- Chilpéric Ier : meurt assassiné à Chelles en 584, au retour d'une chasse. La pierre de Chilpéric (ou croix de Sainte-Bautheur ou borne de Chilpéric) située dans le parc du souvenir Émile-Fouchard rappelle cet événement.
- Sainte Bathilde, épouse de Clovis II, puis régente à la mort de son époux en 657. Elle fonde notamment l'abbaye royale de Chelles comprenant 120 religieuses au XIIIe siècle, où elle meurt en 680.
- Clotaire III : fils de Bathilde, naît à Chelles.
- Charlemagne, futur empereur, rendit visite à sa sœur Gisèle, alors abbesse de Chelles en 798.
- Swanahilde ou Sonichilde, une des femmes de Charles Martel, mourut dans le monastère de Chelles.
- Hugues Capet : tint un concile français à Chelles, sous la présidence de Robert le Pieux en 995.
- Louise-Adélaïde d'Orléans, fille du régent Philippe, duc d'Orléans, fut abbesse à Chelles.,

#### Arts décoratifs et figuratifs
Cette section comprend : Architecture - Urbanisme - Sculpture - Dessin, gravure et peinture - Bandes dessinées - Mode

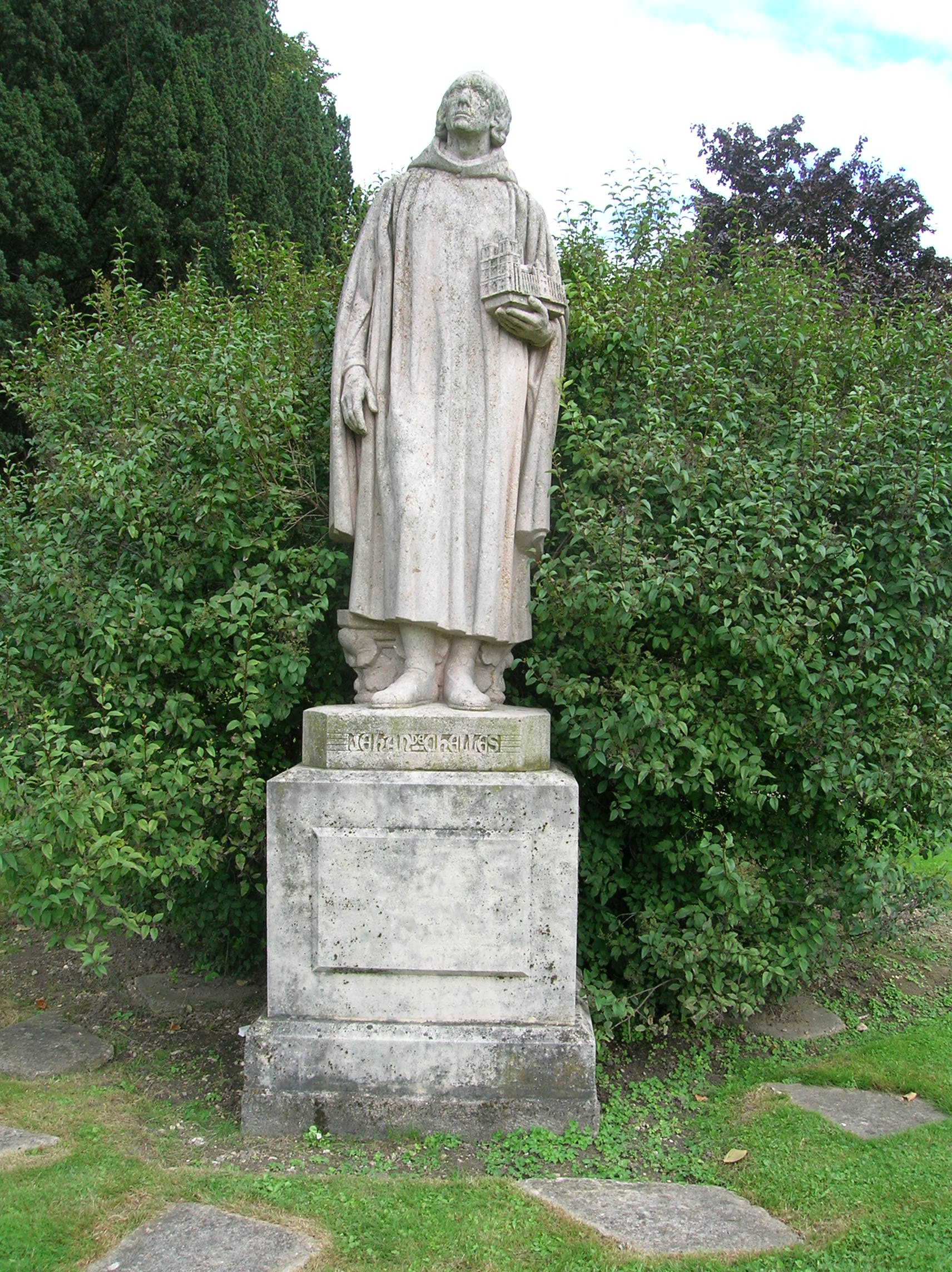
Jean de Chelles, Parc du souvenir, Chelles.

- Jehan de Chelles et Pierre de Chelles furent deux des architectes de Notre-Dame de Paris.
- Jacques Kalaydjian, dessinateur français de bande dessinée, habita à Chelles.
- Edmond Leroy dit Leroy-Dionet, artiste peintre, a habité à Chelles entre 1891 et 1904.
- Guy-Pierre Fauconnet, peintre, dessinateur, Illustrateur et scénographe, naquit à Chelles.

#### Arts vivants
Cette section comprend la danse, la musique classique, la musique actuelle, le théâtre et les autres spectacles :
- Mistinguett, chanteuse et actrice française, habita à Chelles (avenue Hénin)
- Maurice Chevalier, chanteur, acteur, écrivain, parolier, danseur, imitateur et comique français, habita à Chelles (avenue Hénin)
- Jacques Higelin, auteur-compositeur-interprète et comédien français, habita Chelles pendant sa jeunesse, et fit ses premiers pas dans la chanson sur la scène de la salle Albert-Caillou, dans l'avenue du même nom
- Georges Milton, chanteur et acteur français, habita à Chelles (avenue Hénin)
- Le chanteur d’opéra et acteur David Serero a passé son enfance à Chelles et étudié au collège Pierre-Weczerka
- Le chanteur Ridan vient de Chelles
- Le chanteur Khaled a habité à Chelles
- La chanteuse et autrice-compositrice Yael Naim
- Pierre Desproges fréquenta Chelles (avenue Hénin), dans la même maison que celle fréquentée par Georges Milton, Mistinguett et Maurice Chevalier

#### Lettres
Cette section comprend : Littérature - Philosophie - Poésie.
- Madame de Sévigné, séjourna dans la ville en 1664[réf. nécessaire].
- Hector Malot, Balade depuis la gare de Chelles vers la Marne et le moulin flottant Bavière : parution Journal Le Siècle 25 juin 1875
- Hervé Bazin, écrivain français, président de l'Académie Goncourt de 1973 à 1996, a habité Chelles, quai Auguste-Prévost, à la Noiseraie, à partir de 1953, puis Gournay-sur-Marne, à la villa Le Cèdre[119] dans les années 1960-70. En 1960, il publie Au nom du fils, dont l'histoire se déroule en partie à Chelles.
- Bernard Clavel, écrivain français, a habité Chelles, rue Charles-Péguy, dans le quartier de la Grande-Prairie, de 1964 à 1969[120]. Membre de l'Académie Goncourt de 1971 à 1977.
- Victor Hugo, poète, dramaturge, écrivain, romancier et dessinateur romantique français, fit plusieurs séjours dans la ville. Il célébra Chelles dans un de ses poèmes[121] et une partie de l'histoire des Misérables se déroule dans la forêt de Montfermeil et le bois des Coudreaux.
- Jacques Arnold, écrivain et poète, est né à Chelles en 1912.
- Armand Lanoux, écrivain français, lauréat du prix Goncourt en 1963, a passé son enfance à Chelles dans le quartier sud de la ville. Il écrivit notamment deux romans ayant pour cadre la ville de Chelles : La Canadienne assassinée (1943) et Le Pont de la Folie (1946). Élu à l'Académie Goncourt en 1969, il en devient le secrétaire général en 1971.
- Simone Berteaut, autrice française et amie proche d’Édith Piaf est enterrée à Chelles[122].
- Jean-Pierre Desthuilliers, écrivain et poète français, habita à Chelles (avenue de la Résistance, rue du Temple et rue des Tilleuls) de 1939 à 1976[réf. nécessaire].
- Pierre Boyancé, universitaire français spécialiste de la littérature latine et de ses sources grecques habita dans la commune, au 16, avenue Beauséjour[123].

#### Arts audio-visuels
Cette section comprend : Cinéma - Télévision - Radio - Photographie - Informatique
- L'acteur Laurent Gamelon vivait à Chelles avant de partir s’installer en Corse[réf. nécessaire].
- Sophie Marceau, actrice et réalisatrice française, a passé sa petite enfance à Chelles avec ses parents.
- Luce Aubertin, née le 21 août 1927 à Chelles, est une actrice française.

#### Sports
- Yoland Lévèque, champion d'Europe de boxe anglaise, a combattu pour le club de Chelles.
- Roger Lemerre, sélectionneur de l'équipe de France de football (1998-2002), habite à Chelles[réf. nécessaire].
- Naman Keita, athlète français, a commençé sa carrière en pratiquant le saut en hauteur chez les jeunes au club de l'ASCC (Chelles).

### Héraldique, devise et logotype
| Blason de Chelles | Blason  | Écartelé, aux 1 et 4 d'azur à une fleur de lys d'or, aux 2 et 3, d'argent à une échelle de sable posée en bande. Ornements extérieursCouronne murale Feuilles de chêne et de laurier Croix de guerre 1939-1945 |
| Blason de Chelles | Détails | Armes parlantes. |

Les armoiries de la ville comportent deux échelles dirigées vers le haut. La présence de ces échelles viendrait du fait que Sainte-Bathilde (dont un des vêtements est conservé au musée municipal) aurait rêvé d'aller au Ciel grâce à des échelles.